# 송진우 (1890년)
송진우(宋鎭禹, 1890년 6월 11일~1945년 12월 30일)는 한국의 독립운동가이자, 언론인, 교육자, 외교가, 사상가, 정치인이다.
본관은 신평이며, 전라도 담양군 고지면 손곡리 출신이다. 아호는 고하(古下)이고, 그는 한국민주당(韓國民主黨)의 초대 당수였으며, 1919년 3·1 만세 운동 당시의 민족대표 48인의 한사람이기도 하다.

## 현실주의자로 변신
일본 도쿄 유학 후 귀국, 김성수와 함께 중앙학교를 인수하여 교감에 취임했다가 1919년 2월에 교장이 됐다. 정의론과 이상주의에 입각하여, 우드로 윌슨의 민족자결주의에 고무되어 1919년 3.1만세 운동을 주동한 민족대표 48인의 하나로 체포되었다가 복심에서 무죄 판결을 받아 1년 반 동안의 미결수 구류를 치르고 나서 풀려났고, 이후 현실주의자로 변신한다. 1920년에는 학교설립 모금운동을 하다가 감시하던 경찰에게 붙잡히기도 했다. 그 뒤 김성수 등과 동아일보를 창립, 동아일보 사장, 주필, 고문 등을 역임하며 언론 활동에 종사하였고, 실력 양성이 민족의 독립을 가져온다는 신념 하에 물산장려운동, 민립대학기성회 운동 등에 참여, 브나로드 운동 등을 지원하였으며, 태평양 전쟁 전후에는 병을 핑계로 창씨개명과 임전 협력을 거부하다가 1945년 8월 15일, 광복(을유 해방)을 맞았다.

## 해방 직후 가장 강력한 2개 기관의 대표
광복 직전 조선총독부로부터 정권인수를 제의받았으나 거절하였고, 광복 직후 여운형으로부터 건국준비위원회에 참여를 요청 받았으나 거절했다. 이후 여운형, 안재홍, 박헌영 등의 건국준비위원회에 대항하여 국민대회준비위원회를 조직, 임시정부 법통론을 주장하며 참여를 거부하였다. 9월 16일 한국민주당이 창당되자 이에 참가하여 한국민주당 초대 수석총무 겸 대표최고위원(당수)에 추대되었으며, 1945년 12월 1일 복간된 동아일보의 사장으로 취임하였다. 고하 송진우는 해방 직후 가장 강력한 이 두 기관의 대표로서 해방정국을 이끌면서 민주국가 건국 노력에 앞장섰다. 그러나 1945년 12월 27일의 모스크바 3상 회의 신탁통치 찬반 문제를 놓고 신중한 반탁론의 입장을 펼쳤다가 찬탁론자로 몰려, 1945년 12월 30일 새벽 6시경 서울 종로구 원서동 자택에서 한현우 등 6인의 총격을 받고 피살됐다.
한국민주당의 초대 수석총무로 그의 한국민주당은 전통적 야당의 원조가 되었다. 의병장 기삼연(奇參衍), 김직부(金直夫)의 문인이다.

## 생애

### 생애 초반

#### 출생과 가계
고하 송진우는 1890년 6월 11일(음력 5월 8일)에, 전라도 담양군 고지면(현재의 금성면)의 손곡리(현재의 대곡리)에서 신평 송씨 송훈(宋壎)과 제주 양씨의 넷째 아들로 출생하였다. 본관은 신평이며, 조선 명종 때의 문신이자 면앙정가의 작자 송순(宋純)의 후손이었다. 태어날 때 모친 제주 양씨가 채소밭에서 금빛의 가지를 딴 태몽을 꾸고 아들을 얻었다 하여 이름을 금가지, 아명을 옥윤(玉潤)이라 하였다.
양반 가문 출신으로서 시사에 밝던 아버지 송훈은 개화 사상을 접하여 자신의 사재를 기울여 새 학문을 닦기 위한 신식의 학교인 담양학교(潭陽學校)를 건립하기도 했다.
맏형은 송진표(宋鎭杓), 둘째 형은 송종(宋鍾), 셋째 형은 송진동(宋鎭彤), 누나 송씨는 뒤에 영광의 전주 이씨에게 출가했다. 여동생은 순창의 남양 홍씨에게, 서울의 전주 이씨에게, 순창의 울산 김씨에게 각각 출가하였다.
1893년 4세에 한학을 수학하였고 1896년 7세에는 성리학자이며 의병장이었던 기삼연(奇參衍)에게서 유학(儒學)을 수학하였다.

#### 유년기와 을미사변의 영향
어려서부터 사물에 호기심이 많던 그는 우연히 아버지를 찾아온 손님들의 대화를 엿듣고 을미사변의 소식을 접하게 된다. 그런데 일본 제국 낭인들이 조선의 왕비인 명성황후를 살해한 것에 그는 분통해하였다.
그는 “왜놈? 도대체 왜놈들이 왜 우리 국모를 죽였어? 어째서 왜놈들이 우리나라에 들어와서 남의 나라 국모를 죽이도록 내버려 두었어?”라고 귀찮을 정도로 물었으며, “순전히도 우리나라가 약하니까 왜놈들이 차라리 막 들어왔지”라고 대답해 주면 “어째서 약해졌어? 차라리 또, 들어왔으면 들어왔지 도대체 국모는 왜 죽이느냐 말이야”라고 꼬치꼬치 캐물었다. 어른들이 “아가, 지금 이야기해도 넌 못알아 들어. 다음에 크면 다 얘기해주지”라고 달래었다. 훗날 그의 별명들 가운데 하나가 되는 ‘고집쟁이’의 성격을 이미 나타냈던 그는 어머니의 옷고름을 잡아 뜯으며 졸랐고 밥도 안 먹고 졸랐다. 그래서 하는 수 없이 진상을 설명해 주면 이번에는 “그럼 왜 그 나쁜 놈을 그대로 살렸어? 잡아다 죽이면 되잖아?” 하고 새로운 물음을 던졌다. 그때만 해도 국내정치가 당파에 얽혀 누가 어느 당파에 속해 있는지 알기 어려웠고 더구나 방방곡곡에 흩어져 밀탐꾼들이 민간의 항설마저 수집해 서울의 자파에 보고하던 어수선한 시절이어서 어른들은 “아가, 너 그런 얘기 아무한테나 하면 큰일난다”고 타이르기가 일쑤였다. 그러면 그는 “왜 어때? 그럼 입 가지고 말도 못할까? 그깐 놈들은 모두 죽여야 해”하고 서슬이 시퍼렇게 달라들기조차 했다.
명성황후가 일본인 낭인에게 살해되어야 했던 이유를 이해할 수 없었던 어린 송진우는 이 사건에 관한 질문을 '3년을 두고서 심심하면 끄집어내었다.'고 한다. 어려서 접한 을미사변의 소식은 그를 자연스럽게 반일주의자로 만들었다.

#### 성리학 수학
1896년 초 기삼연에게서 성리학을 전수받는다. 스승 기삼연은 고종 때의 성리학자로 벼슬이 호조판서에 이르렀던 노사 기정진(蘆沙奇正鎭)의 친족으로, 노론계 학맥을 이은 저명한 성리학자였다.
기삼연이 고하의 스승이 된 계기는 기삼연이 처음 의병을 일으켰으나 실패해 왜병에게 쫓기다가 마침내 송씨 마을로 흘러들어 옴으로 해서 마련되었다. 기삼연은 곧 송씨 문중의 식객이 되었고 그 때 만 여섯 살이던 고하를 비롯한 동리 소년, 청년들을 가르치게 된 것이다."
기삼연은 우선 고하의 공부를 시험해 보았다. 마을 앞에 놓여 있는 구식의 물방아를 두고 시를 지어 보라고 일렀다. 송진우는 그 자리에서 “低尾噴白水(꼬리를 나지막하게 하고는 흰 물을 쏟고) 擧頭撑靑天(머리를 들고 푸른 하늘을 괸다)”라고 읊었다. 기삼연은 일곱살 된 어린이의 시재와 기상에 놀라면서도 “噴자를 瀉자로 고쳐라”고 가르치기를 잊지 않았다. 같은 물방아를 놓고 여덟살 때는 “欲知滄海量(창해의 물이 얼마나 되는가를 알고자) 斗送小溪水 (작은 시냇물을 말로 되어 보내누나)”라고 읊어 ‘웅대한 표현’과 ‘호방한 기상’을 함께 보였다.
스승 기삼연으로부터 춘추대의와 위정척사론(衛正斥邪論), 대의명분론에 입각한 성리학적 가르침을 받고 자라났다. 나라를 사랑할 줄 모르는 자는 짐승만도 못해. 네가 글을 읽고 쓰고 배우고 하는 것도 오직 네가 나라에 바치고 나라를 이룩하기 위함이야. 아무리 글을 많이 배우고 읽었다 하더라 도 그 글을 잘못 쓴다면 글을 배우지 아니함만 못하고 도리어 제 몸을 욕되게 하는 수가 있다. 그러기에 너는 배워야 하고, 배우되 그에 그치지 않고 배운 보람을 행해야 하며, 그러기 위해서는 성리(性理)의 원리를 깨우쳐야 된다"고 가르쳤다.
"옥윤아, 너는 저 고비산(古比山, 고향인 전라남도 담양에 있는 산)처럼 꿋꿋하게 살아야 한다. 사람이란 소아(小我)를 버리고 대아(大我)에 살아야 하며, 남아답게 죽을 줄 알아야 한다."고 역설했다. 고하라는 아호 역시 스승인 기삼연이 지어 주었다. 고비산 밑에서 낳았으니 고비산같이 꿋꿋하게 살라는 뜻에서였다. 그는 평생 스승 기삼연의 가르침을 한시도 잊지 않고 가르침대로 실천하려 노력하였다.
송진우는 어려서부터 기억력이 좋았고, 암기를 잘 하였다. 그의 학문적 진도가 빨라지면서 기삼연은 그에게 특별히 소학에서부터 시작하여 사서 육경 등 유학의 경전들을 차례로 가르쳐 나갔다. 그리하여 열 살 무렵에는 화담 서경덕(花潭 徐敬德)과 퇴계 이황(退溪 李滉)과 율곡 이이(栗谷 李珥)를 비롯한 조선조 거유들의 학문을 두루두루 배웠다. 조선 말기에 태어나 소년기에 왕조 멸망을 본 세대였음에도 성리학적 지식이 해박하여, 후일 이승만과 김구가 그의 박학한 유교적, 성리학적 지식을 보고 놀라워하기도 했다.
그들 가운데 송진우에게 가장 큰 감명과 영향을 준 것은 기정진(奇正鎭)의 성리학설이었다. 거기에 얼마나 심취했던지 고하는 성리학자가 되려는 생각을 여러 차례 가졌었다.
후일 그는 시대가 태평성대였다면 자신은 성리학자가 되었을 것이라고 회상하기도 했다.

### 청소년기

#### 결혼과 청소년기
15세 되던 1904년 고흥 유씨 유차(柳 次)와 결혼하였다.
이후 송진우는 1905년초 전라남도 장성 북하면 백양사에 들어가 성리학자 김직부(金直夫)에게 수학하였다.

#### 신문물 수학

정치적 동지이자 평생의 친구인 인촌 김성수

김직부의 문하에서 수학하다가 그해 말 담양의 집으로 귀가하자 아버지 송훈은 그에게 영어를 배울 것을 권한다.
나라는 이미 기울어졌다. 우리가 우리 스스로 정치를 잘못한 죄도 있지만 왜인들의 ‘新학문’이 크게 우리를 압박한 것이야. 왜인들은 일찍부터 서양 문명을 받아들여 그것으로 모든 무기를 장만하고 제도를 고치었으므로 놀랄만한 강국이 된 것이야. 우리는 꿈을 꾸고 있었지. 우물 안 개구리처럼 바깥세상이 어떻게 발전하고 있다는 것을 통 모르고 있었단 말이야. 알려는 생각조차도 가져 본 적이 없다. 그러는 동안에 왜인들은 서양문명을 끌어들이고 배우고 하여 산업을 발달시키고 문화를 깨우쳤으니 우리가 그놈들을 따라갈 수가 있겠는가. 이 얼마나 통분한 노릇이냐. 그러나 이제라도 늦지는 않아. 우리만 노력한다면, 싸움만 아니하고 일심협력하여 신문명을 받아들인다면, 다른 민족이 1백년에 할 것을 20년이나 30년 안에 회복할 수 있다. 이제 남은 길은 하루라도 빨리 일인들이 배운 것 이상으로 ‘신학문’을 배워서 학문으로나 무기로나 산업으로나 우리가 앞서서 그들을 이기는 길 뿐이다. 배우는 일-이보다 더 큰일은 없어. 무엇보다 영어를 먼저 배워야 된다.

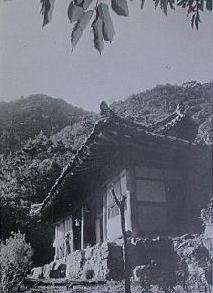
1907년 당시 부안군 내소사 청련암

개명한 지식인이었던 아버지 송훈은 사회 흐름을 어느 정도 보는 안목이 있었다. 고하는 1906년 4월 담양군 창평(昌平)의 월리(月里)에 있는 영학숙(英學塾)에 들어가 신학문을 배우기 시작하였고, 인촌 김성수를 만나게 되었다. 담양의 유지인 고정주가 영어를 가르치는 서당을 세운다는 소식이 알려지면서 송진우의 아버지 송훈은 넷째 아들 진우도 배우게 해달라고 고정주에게 사정하였다. 성리학적 대의만이 진리라고 생각했던 그는 방황했고 며칠 뒤에 신학문을 배우기로 결심한다.
신학문을 해야 우리도 산다는 아버지의 침통한 말을 듣고난 고하는 며칠 동안 울에 갇힌 사자처럼 집 근처를 배회했다. 울적함을 풀기 위해 산으로 들로 물가로 떠돌아 다녔다. 그리고 나서는 “아버지, 저는 다시 절에 들어가지 않겠습니다”라고 선언하고 새 학문의 길에 들어서겠다는 새로운 결심을 밝힌 것이다.
아버지 송훈은 교육에 뜻을 두고 사재를 털어 담양학교를 설립하기도 했다. 그러나 1905년 11월 을사조약이 강제로 체결되자 분노한 그의 부친은 15세 소년이었던 송진우에게 "나라를 회복하기 위해서는 신학문을 배워야 한다"며 교육의 중요성을 강조하였다. 1907년 전라북도 변산 내소사 청련암에 들어가 수학하고 백관수를 만났다. 이때 일본 유학을 결의하여 하산하고 위계후를 찾아가 일어를 배웠다. 1907년 다시 창평의 영학숙에 들어가 고광준(高光駿), 김성수(金性洙) 등을 만나, 이들과 함께 영어 등 신학문을 수학하였다. 그러나 3개월 만에 영학숙을 그만 두었다.

#### 인촌 김성수와의 만남

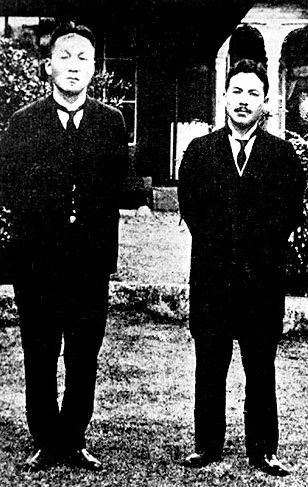
친구 김성수와 함께

영학숙 재학 중 인촌 김성수가 먼저 초립동이인 그에게 허교를 제의했다.
| “ | - 김성수 : 진우, 우리 인제 허교하고 지내지. - 송진우: 허교만 하면 무엇하겠소. 심교(心交, 마음의 문)를 터야지. 그러니 심교가 터질 때까지는 굳이 그럴 것 없지 않소? | ” |

고하의 무뚝뚝한 대답이었다. 다른 사람들은 통성명만 하면 허교하고 자네니 내지 했지만 고하와의 허교는 상당한 시일을 요했다. 그로부터 훨씬 뒤의 일이었다. “이제 우리 허교하지” 하고 송진우가 김성수를 향해 허교를 제의했다. 이 무뚝뚝한 소년 고하의 제의에 인촌은 무척 반가웠다. 알고 보니 고집이 셀 뿐, 인정스러운 인물이었다.
후일 김성수는 그의 첫인상을 두고 이르기를, 쉽게 속마음을 열지는 않았으나 심지가 깊은 청년이라고 회상하였다.
함께 공부를 하면서도 별로 말이 없었고, 속마음을 열어 보이지 않는 것이었다. 인촌이 친구로 지내자고 했으나 그는 아무하고나 간담을 상조하는 그런 줏대 없는 사내라며 일축하는 것이었다. 일견 거만해 보였지만 심지가 깊은 청년이로구나 하는 생각이 들기도 했다

이때 만난 김성수는 그의 절친한 친구이자 평생을 그와 함께 언론, 사회 활동, 정치 활동을 하는 정치적 동지가 된다. 그 뒤 김성수와 함께 가족 몰래 비밀리에 일본으로 건너갔다.

#### 도일과 대학 재학

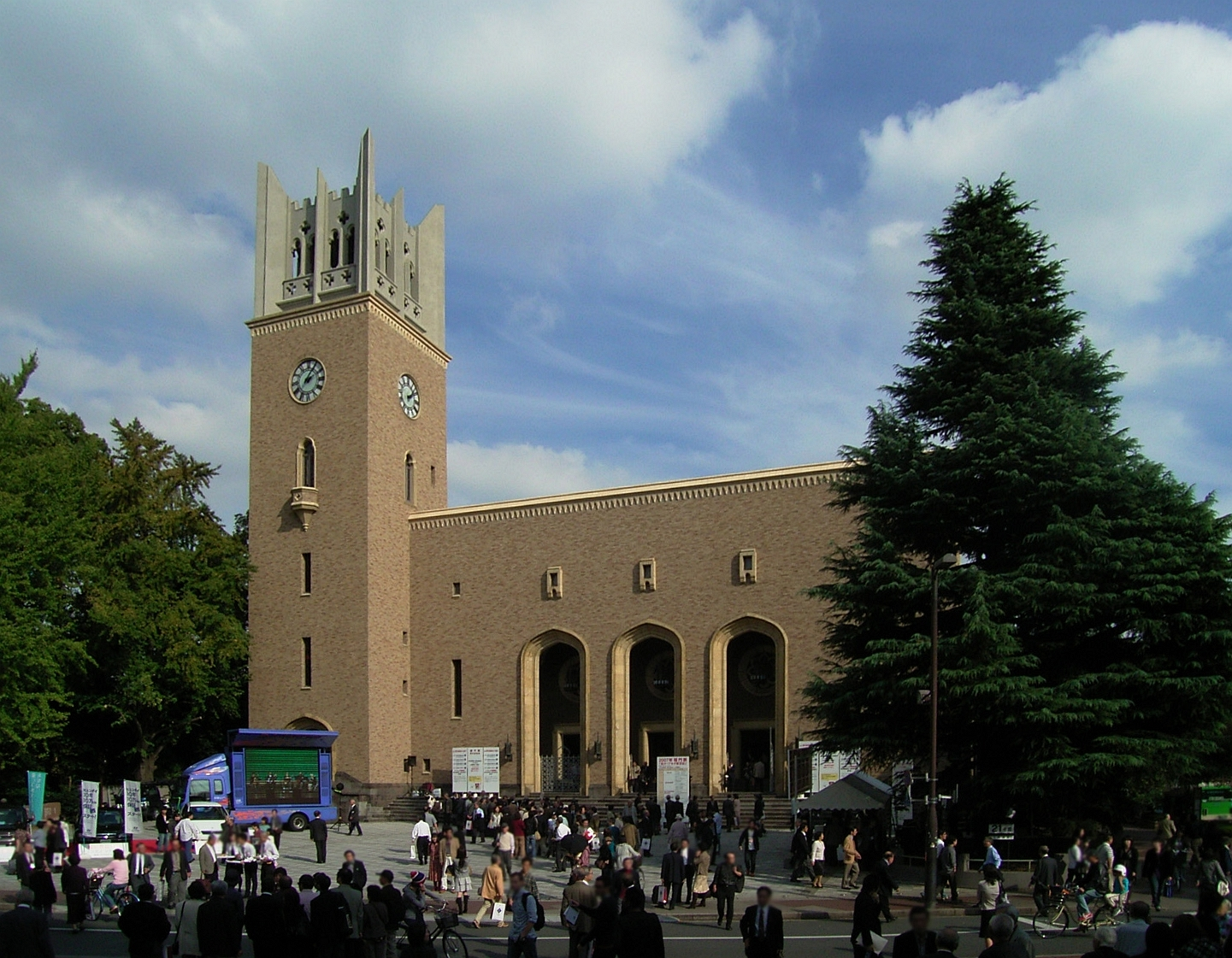
1908~1910년에 다니던 와세다 대학교 전경

1908년 10월 송진우는 삭발후 김성수와 함께 일본에 유학, 곧바로 동경 세이소쿠영어학교에 등록하였다. 1909년 이 학교를 졸업하고 동경 긴죠중학교에 편입학하였다. 1910년 4월 일본 와세다 대학(早稲田大學) 고등예과에 입학하였다. 1910년 8월 일제에 의해 강제로 한일합병이 체결되어 국권이 침탈되자 송진우는 충격을 받고 자살을 결심한 채 다시 귀국하였다.
귀국 후 송진우는 바로 스승 기삼연을 찾아갔으나 기삼연은 이미 국운이 기울어질 무렵 의병대장으로 활약하다 1908년 일본군에 의해 피살당한 후였다. 스승의 죽음에 송진우는 분노하였고 아버지 송훈은 흥분하는 아들에게 실력을 키워야 된다며 실력배양론 전술의 하나인 기회론을 주장하며 아들을 진정시켰다고 한다. 분노한 그는 윤치호와 이상재 등을 찾아가 독립을 위한 거사를 일으켜야 된다고 호소하였다. 그러나 윤치호, 이상재 모두 답변을 내려주기를 회피했다.
실망과 충격을 받은 그는 경성부의 이곳 저곳 방황하였다. 경술국치에 대한 분노로 원망, 방황하였으나 1910년 11월 경성을 찾아온 아버지 송훈의 권고로 마음을 다잡고 다시 일본으로 건너가게 된다.

#### 2차 도일과 대학 복학
"이제부터 광복운동은 과거의 의거 관념에서 벗어나야 한다. 첫째, 한 두 사람 또는 한 두 단체의 광복운동이 아니라 전 민족적인 집단운동이라야 할 것이고, 둘째, 어떤 한 부분을 통한 광복운동이 아니라 정치, 경제, 산업, 문화 등 각 부분이 병행해야 한다는 점에서 우리는 교육사업을 해야겠고, 산업을 일으켜야 하겠고, 동시에 금융기관과 신문, 출판기관을 가져야 한다."

ㅡ 한일병합에 충격을 받아 방황하다가 다시 동경에 돌아가서 친구들에게 새로운 행동방향을 밝히며

송진우는 다시 일본에 건너가 1911년 와세다 대학 법학부에 복학하였으나 곧 그만두고 동경 메이지 대학교(明治大學)에 다시 편입학하여 수학하였다. 학교에서 그는 실력배양론, 자강운동론이라는 사상을 형성하였다. 와세다 대학과 메이지 대학에 재학하는 동안 그는 유학생친목회를 조직하고, 친목회 총무에 선출되었다. 이어 호남유학생회 회장, 호남유학생다화회장에도 선임되었으며, 김병로(金炳魯) 등과 함께 일본 유학생들이 주축되어 발간한 잡지 《학지광》(學之光)의 발행에 참여하였다.
이어 그는 '학지광'의 편집인 역할을 하였다. 한인 유학생 단체에 적극적으로 활동하며 안재홍, 여운형, 이광수, 김상덕, 최남선, 장덕수, 조만식, 김준연, 김도연, 백관수, 현상윤, 신익희, 김약수, 조봉암 등을 만나 친분관계를 형성하기도 했다. 휴일과 방학을 이용하여 그는 번화가를 다니며 신문물을 목격하기도 했다.
1915년 7월에 메이지 대학교 법학부를 졸업하였다. 졸업 후 1916년 초 배를 타고 부산항을 거쳐 입국, 고향으로 돌아왔다.

### 일제 강점기 활동

#### 중앙학교 교감 시절
1916년 귀국하자 친구인 김성수가 중앙학교를 인수하는 것을 도와주고 조력하였다. 만일의 불상사를 대비하여 그는 약간의 자금을 마련하여 김성수에게 전달하기도 한다. 교장이 된 김성수는 그를 중앙학교 학감으로 초빙하였다. 송진우는 교감이었지만 직접 국사(國史) 교과목 담당 교사로도 강의하였다.
제군은 학문을 닦는 사람이다. 학문은 무엇 때문에 닦는가. 자기를 위해서 닦는다. 그러면 이 자기는 어디에 속하여 있는가. 제군의 가정에 속해 있다. 제군의 가정은 어디에 속해 있다고 생각하는가. 그렇다. 제군은 개인이되 개인이 아니다. 육체적으로는 독립되어 있지만 그 어디고 매어 있다. 사람 人자가 왜 서로 버티는 형상을 하고 있는지 아는가. 서로 버티어야 산다. 개인과 개인이 버티고 조직된 단체와 단체가 서로 버티고 2천만이 서로 버티고 버티어야 이 민족이 산다. 불행하게도 제군은 나라가 망한 세대에 태어났다. 그러나 바꾸어 생각하면 제군은 참 좋은 세대에 태어났다고 할 수 있다. 그것은 제군은 진실로 산 보람을 느낄 수 있는 세상에 태어난 것이다. 이 일이란 용이한 것이 아니다. 벅찬 일이다. 그러나 그것이 값이 있다. 행복된 사람은 일평생 불행을 면할 수 있을지 몰라도 위대하여 볼 수는 없다. 제군은 평범한 안일과 행복을 바라는가. 그렇지 아니하면 위대한 생을 바라는가. 어느 쪽인가.

교실에서의 강의라기보다는 대중 집회에서의 강연을 회상하게 해주는 고하의 이 가르침에서, 우리는 그가 제자들에게 민족을 위해 조국을 위해 일하는 것이 위대한 삶임을 호소하였다.

#### 독립운동

##### 파리강화회의 기대와 좌절
고하는 1917년 단군 왕검·세종대왕·이순신을 남산에 모시는 삼성사 건립기성회를 조직하였으나 일제가 그 자리에 조선신궁을 지으면서 방해하여 좌절되었다. 곧 제10대 중앙학교 교장 자리를 맡게 된 고하는 교장에 취임하자마자 학생들에게 훈시를 통해 "실력을 양성하여 독립의 기회를 엿보자"며 학생들에게 실력 양성론을 전파했다. 1918년 미국의 윌슨이 민족자결주의를 발표하자 1918년 12월이후부터 1919년 1월 사이 송진우는 김성수와 함께 중앙학교 숙직실에 모여 비밀리에 독립선언과 3.1만세운동을 기획하였으며 일본에 있던 송계백으로부터 일본 도쿄의 상황과 정보를 입수하기도 하였다.
그해 김성수·현상윤(玄相允)·최린(崔麟)·최남선(崔南善) 등과 함께 중앙학교 숙직실을 근거지로 독립운동을 펼 방책을 꾸며서 천도교와 기독교의 궐기가 확정되고 양대 종교계의 행동 통일을 위한 의견 조율을 추진한다. 여러 가지 일로 잠을 못이루던 그는 직원 회의 시간과 수업 시간에도 곧잘 조는 일이 잦아 잘 조는 선생, 간식 선생이라는 별명이 붙기도 했다.

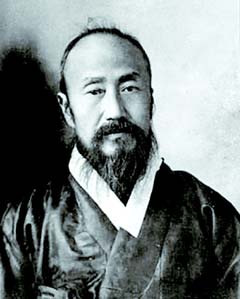
윤치호

1919년 1월 17일에는 윤치호(尹致昊)를 찾아가 '곧 창설되는 국제연맹이 약소국에 자결권을 주지 않는다면 이 기구는 아무런 의미도 갖지 못할 것'이라고 했다. 그러나 윤치호는 파리강화회의에 기대를 거는 송진우를 설득시키려 하였다. 윤치호에 의하면 (1) 거창한 이상이 모두 그렇듯, 국제연맹이 창설되어 실제 활동에 들어가려면 앞으로도 몇 년은 걸릴 것이다, (2) 조선 문제는 파리강화회의에서 안건으로 상정되지도 않을 것이다, (3) 열강 중 누구도 바보처럼 조선 문제를 거론해 일본의 비위를 거스르지는 않을 것이다, (4) 미국이 단지 조선에 독립을 안겨줄 요량으로 일본과 전쟁을 불사한다는 것은 상상조차 할 수 없는 일이라는 등의 이유를 들어 강화회의에 대한 기대를 접을 것을 권고했다. 그러나 송진우는 윤치호가 일본인들의 힘을 과대평가한다고 생각했다. 윤치호를 설득하려던 송진우는 실망하고 돌아섰다. 그러나 3.1운동의 실패 이후 한국의 독립 청원을 위해 프랑스 파리시에 파견되었던 김규식 등 대표단이 열강으로부터 참석거절당했다는 소식을 듣고 좌절하게 된다.

##### 독립 만세 운동 사전준비 활동

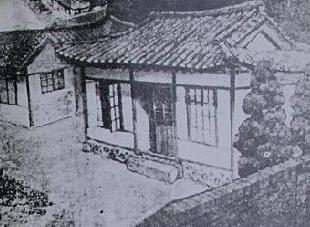
송진우와 김성수 등이 3.1 만세운동을 모의하던 중앙고등학교 숙직실

1918년 10월 상하이에서 장덕수가 보낸 밀사와 12월에는 미국에서 보낸 이승만의 밀사를 만나 국내외 정세를 논의, 대규모의 시위를 계획하고 학생, 시민으로 된 단체 조직을 추진하고, 12월 김성수, 현상윤 등과 중앙학교 숙직실에서 만세운동을 계획하였다.
1918년 겨울 그는 시험삼아 열명의 학생들에게 비상소집을 걸었다. 한시간 십분만에 전원이 모였다. 인력거를 타고 오는 학생도 있었다. “고맙다, 기쁘다”는 말 밖에는 달리 반응하지 못한 고하는“이제 추운 겨울에 들기 시작해서 시내에 불이 잦기에 한번 시험해 본거야”라고 설명하고,“전교생을 학교에 모으자면 얼마나 걸릴까”라고 넌즈시 물었다. “세 시간이면 될 것 같습니다”라는 대답이었다. 고하는 만족해 하면서 미리 준비한 떡과 사과를 내놓으며 “한민족으로 태어난 이상 한민족답게 값있는 생을 가져야 한다”는 의사를 피력하였다.
1918년 12월의 어느 날 미국으로부터 이승만이 보낸 밀사가 송진우와 김성수를 찾아왔다. 이승만이 보냈다는 그는 "윌슨 대통령의 민족자결론의 원칙이 정식으로 제출될 이번 강화회의를 이용하여 한민족의 노예 생활을 호소하고 자주권을 회복시켜야 한다. 미국에 있는 동지들도 이 구국운동을 추진시키고 있으니 국내에서도 이에 호응해주기 바란다."는 내용의 밀서를 전해주었다. 이승만은 밀서를 통해 윌슨의 민족자결주의 선언을 계기로 해외에 알릴만한 거사를 하라는 뜻을 피력했다.

##### 3.1 만세 운동 전후
1919년 고하는 현상윤, 최린, 최남선 등과 함께 모여 민족대표 명의의 독립선언문 기본방침을 결정하고, 1919년 2월 최린 등을 통하여 천도교, 이승훈을 통하여 기독교 지도자들의 전국 궐기를 계획하였다.
1919년 2월 24일 기독교, 천도교 교단의 궐기준비 합동 모임에 참석하였다. 3·1운동의 준비과정 중 종교계와 연락하여 기독교세력과 천도교세력의 협력을 위한 밀담을 준비하여 성사시켰고, 만세운동 후에 일경의 첩보망에 걸려 투옥당하였다.
밀정의 밀고로 3월 중순 송진우는 중앙학교 교내에서 연행된뒤 서대문 형무소에 투옥되었고 조선총독부 경찰관의 고문보다 조선인 밀정의 밀고로 체포되었다는 점에 그는 분개하였다. 또한 그가 기대하던 파리 강화회의에 김규식(金奎植) 등 한국인 대표단원의 입장이 거부당한 소식을 듣고 그는 배신감을 느낀다. 이후 그는 이상주의를 버리고 합리주의적인 사고관을 갖게 되었으며, 작은일 하나라도 조건을 보고 신중히 판단하게 되었다.

##### 투옥과 석방

서대문 형무소 수감 중인 송진우

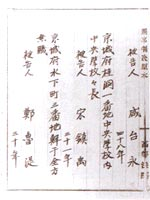
1919년 송진우, 함태영 등에게 발부된 총독부 체포장

송진우는 일본 경찰에게 갖은 고문을 당하면서도 견뎌내며, 김성수와의 관련성을 적극 부인하고 자신만의 단독소행인 것처럼 진술하여 홀로 1년 7개월형을 선고받고 복역, 수감되었다.
수감 중 재판을 받았으며 4월말 경성지방법원에서 재판받은 뒤, 5월말 경성고등법원으로 사건이 이감되었다. 5월부터 8월까지 3·1운동 당시 독립선언문에 서명한 민족대표 33인과 후사를 담당한 15인을 포함한 민족대표 48인과 함께 재판정에 섰고, 총독부는 내란죄를 적용하려 하였으나 심리 결과 출판법과 보안법 위반죄가 확정되었다. 1920년 10월 1일에 석방되어 풀려났다.
경성복심법원 판결에서 적용법조문 관계로 무죄선고를 받고 석방되었지만 사실상 1년 반 가까이 수감되어 있었다. 송진우는 1920년 8월 14일 옥중에서 모친 양씨의 사망소식을 접하였다.
1920년 4월 1일 동아일보가 창간되었다. 그는 옥중에 있었으나 김성수는 그를 창립 발기인의 한사람으로 명단에 선임했다.
그러나 1920년 10월 30일 석방되자마자 송진우는 귀향하여 전남 담양에서 요양하였다. 그러나 전라남도 담양군 일대에서 학교설립 모금운동을 벌이다가 1919년 겨울부터 그의 동태를 수상하게 여기고 추적한 조선총독부 경찰에 의해 붙잡혀 담양경찰서 유치장에 수감되어 겨울을 보낸다. 한편 파리강화회의에서 조선 문제가 한건도 상정되지 않았다는 소식을 접하자 그는 국제정의에 대해 실망하고 회의를 품게 되었다. 수감기간 내내 유치장 안에서 그는 독립운동을 추진할 때는 단독 추진보다는 항상 국제정세 흐름 속에서 치밀한 준비와 해외에서 활동 중인 독립운동가들과도 긴밀한 연락을 해야 된다는 것을 인식한다.

#### 언론 사회단체 활동

##### 언론 활동

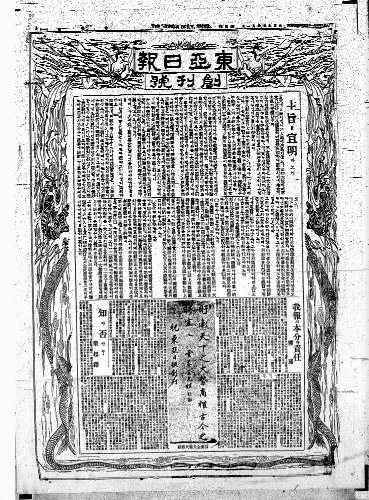
동아일보 창간호

장덕수, 일본 와세다 대학 시절 만난 친구로, 동아일보와 한민당을 함께 운영한 정치적, 사상적 동지였다.

1921년 2월 경성으로 올라가, 그 전해에 설립된 동아일보사를 주식회사로 전환하기 위하여 주식을 공모하고, 창립총회를 준비, 기획하였다. 같은 해 9월 주식회사 동아일보사 초대사장으로 선임되면서 김동성 기자를 10월 2일 열리는 만국기자단의 한사람으로 파견했다.
1921년 9월 14일 주식회사 동아일보 창립에 참석하고 1921년 9월 15일부터 1924년까지 동아일보 제3대 사장을 역임하면서, 1923년 1월이후 조만식등과 함께 20개이상의 단체들을 통합하여 조선물산장려회를 조직하고 동아일보를 통하여 전국적으로 적극지원하였고 민립대학기성회 운동에도 적극 참여하여 3월 조선민립대학기성회 중앙집행위원에 선출되었다. 5월 김성수와 함께 어려운 환경에 있던 이광수에게 동아일보사에 입사할 것을 권유하여 객원논설위원으로 기용하였다. 이후 그는 독립운동의 방법을 바꾸어 교육중심주의, 계몽주의, 신중론 등을 주장하였다. 1922년 하반기에는 비행사 안창남(安昌男)의 귀국환영회를 주최하기도 하였다.
1924년 4월 2일에 《동아일보》가 친일 정치깡패 박춘금 등이 만든 친일 각파유지연맹을 격렬히 비난했는데, 박춘금이 사장 송진우와 사주 김성수를 요정인 식도원으로 유인하여 권총으로 협박 및 구타를 가했다. 이 때문에 고하는 정치깡패 박춘금의 협박과 폭행에 충격을 받아 1924년 4월 25일 동아일보 사장직을 사퇴하였다.
1924년 4월 25일 동아일보사 사장을 사임하고, 10월 21일 동아일보 고문에 선임됐다.

##### 제1차 범태평양회의와 투옥
1925년 4월 사임한 홍명희를 대신하여 동아일보 주필로 있다가 6월, 동아일보 특파원 자격으로 동년 8월 하와이에서 개최되는 제1차 범태평양회의에 파견되는 조선인 대표단 일행을 (김활란, 서재필, 신흥우, 유억겸) 따라 하와이를 다녀왔다. 그러나 그의 하와이 취재 목적을 의심한 조선총독부의 허가 거부로 6월 15일에 출국 허가서를 받고 배편으로 출항했다.
일본 요꼬하마에서 미국 여객선 프레지던트 윌슨 호를 타고 하와이에 도착, 한민족 대표자들이 제출, 토의할 내용을 취재하였다. 항해 도중 그는 시를 한수 지었다.
| “ | 남북동서불견주(南北東西不見洲) / 사방을 바라보아도 뭍은 안 보이는데 연천수색한행주(連天水色閑行舟) / 하늘과 맞닿은 물빛속에 뱃길만 한가롭구나 안장안하태평양(安將眼下太平洋) / 언제러나 눈아래 태평양 물로 척진인간만고수(滌盡人間萬古愁) / 만고에 쌓이고 쌓인 인간의 수심을 깨끗이 씻어 볼까 | ” |

논문 '세계 대세와 조선의 장래'(1925년 8월)

6월말 하와이에 있던 이승만이 그에게 하와이에서 함께 일하자는 망명제의를 거절하였다. 1925년 8월 회의가 종료되자 8월 하순에 귀국하고, 보고서 형식의 '세계 대세와 조선의 장래'(世界大勢와 朝鮮의 將來)라는 제목의 논문을 12회에 걸쳐 동아일보에 발표하였다.
1926년 3월 5일 국제농민본부에서 조선농민에게 보내는 3·1운동 7주년 기념사를 번역하여 전문 게재하였다. 이 일로 3월 7일 동아일보는 제2차 무기정간 처분을 받고, 주필이었던 그는 발행인 김철중과 함께 재판에 회부되어 징역 각 6월의 실형을 선고받고, 항소했다.

##### 순종 유칙 위작미수와 6.10 항쟁 전후
4월 21일 동아일보는 속간할 수 있었다. 4월 25일 순종이 병으로 죽자 그는 대규모의 만세시위를 일으킬 계획을 세운다. 6월 그는 융희황제 승하와 관련 정인보(鄭寅普)와 함께 순종의 '유칙' 위작(遺勅僞作)을 획책하였다가 발각되어 이루지 못하였다. 그는 곧 6·10 만세 운동을 배후에서 조종한 혐의로 종로 경찰서에 불려가 취조를 받았다.
1926년 11월 3·1운동 7주년 기념사 관련 항소에서 패소하고 징역 6월형이 확정되어 복역하였다. 옥중에서 그는 국내외 사정을 알리는 편지 서신을 지어 임시정부와 하와이의 이승만에게 은밀히 보내려다가 발각되어 편지를 압수당하고 고문을 당했다. 그는 여러 시를 지어 우울한 심사를 달랬다.
| “ | 옥중야야불성면 (獄中夜夜不成眠) / 옥중에 갇힌 몸이 밤마다 잠 못이루나니 우국상심기적년 (憂國傷心幾積年) / 나라 근심에 상한 마음 몇몇해나 쌓였던고. ...(이하 실전)... | ” |

1927년 2월 일본 신임 천황(裕仁) 즉위기념 특사로 출옥하였다. 형량 3개월을 앞두고 특별 가석방된 것이다.
1927년 3월 13일 월남 이상재가 병사하였다. 송진우는 월남 이상재 사회장 준비위원의 한사람으로 선발되어 사회장 장례식 준비에 참여하였다.

##### 사회 활동
7월부터 8월까지 동아일보의 전조선수리조합답사 특별 기획을 주관하였고, 1927년 10월부터 동아일보 6대 사장에 선임되어 활동하였다. 6월 송진우는 편집국장 이광수를 동아일보 편집고문으로 임명하고, 편집국장에 김준연을 임명했다. 11월 김구의 어머니 곽낙원이 아들의 활동에 짐이 될 것과 손자들의 건강을 우려해 귀국하였다. 인천까지의 배삯은 마련하였으나, 의지할 데가 없던 곽낙원은 차비 마련이 어려웠다. 곽낙원은 고심하다가 동아일보 인천지국을 찾아가 서울에 갈 차표와 차비를 구하였다. 서울에서 다시 동아일보 본사를 찾아가자 송진우는 곽낙원과 손자의 차비를 마련해주었다. 곽낙원의 동아일보 방문 소식을 듣고 김성수 역시 그녀에게 생활비로 쓰라고 봉투를 건넸다.
그해 12월부터는 기자를 파견해 재만동포들의 사정을 조사하기 시작하였다. 12월 동아일보 함북지국장의 회의에 참석하였다. 그러나 회의 참석중, 신간회내의 공산주의계열의 조종을 받은 하수인들에게 집단폭행을 당하였다. 이어 장진강 수전공사에 따른 조선총독부의 강제 토지수용 반대운동을 지지하였다. 1928년초 구타사건의 후유증으로 일시적으로 병원에 입원했다가 퇴원했다.

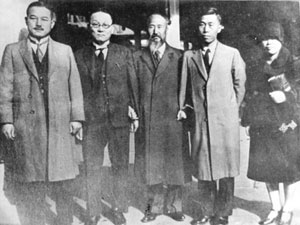
1929년 10월 교토에서 열린 제3회 범태평양회의에 참가한 한민족 대표단. 좌로부터 백관수, 송진우, 윤치호, 유억겸, 김활란

1928년 4월 문맹퇴치운동에 동참하였으나, 총독부의 압력으로 중단하고 말았다. 그러나 꾸준히 비밀리에 브나로드 운동을 지원해 나갔고, 1932년까지 지속할 수 있었다. 10월 중국 총통에 국민당 장개석이 취임하자, 취임식취재차 주요한을 난징에 특파하였다. 이후 장개석 총통과는 긴밀한 연락이 있었다. 1929년 일본 교토에서 열린 제3차 범태평양회의에 유억겸, 김활란, 윤치호, 백관수 등과 함께 참석하고 귀국, 1929년 9월 제1회 전국학생수상 경기대회를 창설하였고, 제1회 전조선남녀학생작품전도 기획, 개최하였다.
이 무렵 김성수가 광주 학생 운동을 지지했다는 이유로 소환되면서 송진우 역시 감시당하게 된다. 1929년 11월 김준연이 피검되면서 공석중인 편집국장에 주요한을 임명하였지만 다음달 주요한 편집국장도 광주 학생 사건에 관련되어 피검 복역하였다. 이무렵 일제의 감시속에 동아일보를 홀로 이끌어가기도 했다.
독립운동가 이강훈 전 광복회장은 고하 송진우가 백야 김좌진 장군에게 3백 ~ 4백명규모였던 독립군의 무기 구입과 훈련등에 쓰도록 비밀리에 1만원가량씩 네차례나 군자금으로 주었다고 한다.

##### 브나로드 운동과 각종 사회 활동

브나로드 운동 포스터

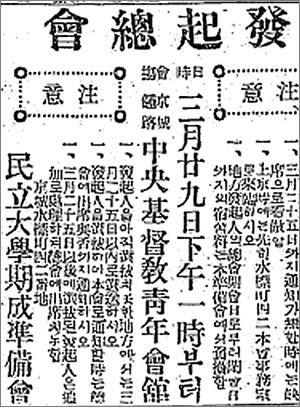
민립대학설립운동 홍보 광고(1923년 3월 20일자 동아일보)

1930년 4월 제1회 동아마라톤대회를 창설하였으나 일본의 방해로 취소되고 이는 해방뒤에 다시 이어졌다. 4월 1일 창간 10주년을 기념한 특집기념호에 미국 '네이션'지 주필의 축사를 게재했는데 일본은 이를 구실삼아 4월 16일 다시 동아일보에 무기정간 처분을 내렸다. 9월 2일 동아일보 발행인 겸 편집인 명의를 승계받고 이어 동아일보를 속간하였다. 1931년 5월 이충무공 유적 보존운동을 시작하여 모금운동과 함께 조만식, 안재홍, 김성수 등과 충무공 유적지 보존 홍보활동을 하며 충무공 알리기에 힘썼다.
1931년 7월에는 학생 하기방학 '브나로드 운동'을 시작했다. 이때 만주에서 만보산사건(萬寶山事件)이 일어나자 7월 일제가 만주침략의 구실을 마련하고자 중국농민들이 만보산부근에서 농업용수분쟁으로 조선농민들을 살해한다는 거짓정보를 퍼뜨리자 이에 흥분한 국민들이 국내화교를 공격살해하는 사건이 일어났다. 그는 이것이 일본의 한중이간책(韓中離間策)임을 사설로 논파하여 한·중 양국민간의 보복중지를 호소하였다. 한편 그는 임정으로 사람을 보내 일본과 조선총독부가 한국인을 위하는 것을 가장하여 한·중 양국을 이간질하려 하고 있다고 알렸다.
이후 송진우는 동아일보 사설과 방송 출연을 통하여 흥분한 국민을 진정시키고 위문금을 모아, 억울하게 당한 화교를 위로하고, 희생된 중국인의 유가족에 대한 위문사업을 전개하였으며 만보산사건에 서범석 기자를 특파하여 현지조사를 나온 국제연맹조사단에게 몰래 진상을 전달하였다. 후일 이를 안 장개석 총통은 경성화교협회장을 통하여 고하에게 감사하는 뜻으로 친인선린(親仁善隣)이라고 새겨진 감사패를 보내왔다. 9월 소위 만주사변에 다시 기자 설의식·서범석을 특파하였으며, 피난동포 구호운동을 주관하였다. 10월 동아일보에 들어온 모금으로 행주에 권율도원수 사당을 중수하였다. 1932년 7월 아산 이충무공 현충사를 완공하고, 이상범이 그린 영정을 봉안하였다. 7월부터 9월까지 2개월간 전국 단군성전 순례에 현진건 기자 특파하기도 했다.

사회사업가 최송설당 자택을 방문한 송진우와 여운형 (1935년)

1936년까지 동아일보 사장으로 근무했다. 이후 동아일보의 고문, 주필 등으로 김성수와 함께 동아일보를 운영하였다. 1935년 1월 6일 오후 2시 광산갑부 최창학이 신형 리무진을 산 기념으로 황해도 신천온천에 갔다. 이때 송진우도 초대받았고, 그날 오후 3시 30분 리무진은 독립문을 지나 의주가도를 고속으로 달려 예성강 포구 근처에 도착했다. 포구에서 송진우와 네명의 신사는 예성강 주변의 경치를 구경하고 있던 중 차가 절벽으로 추락하고 말았다. 송진우는 이때 넓적다리뼈가 부러져 병원에 3주간 입원치료를 받고 요양한 뒤에 퇴원하였다.

##### 일장기 말소 사건

1936년 8월 25일자 동아일보에 실린 '일장기 말소 사건'

1936년 8월 9일 베를린 마라톤에서 한국인 손기정이 아르헨티나의 후안 사발라 선수를 따돌리고 우승하였다. 9월 동아일보의 기자 이길용은 사장의 지시에 따라 베를린 마라톤 대회에서 우승한 손기정을 보도할 때 일장기를 삭제한채 보도했다. 사장 송진우는 손기정 선수 사진에 일장기를 말소한 사건으로 11월 11일 총독부의 압력으로 사장직을 사퇴하였다. 송진우는 장덕수와 함께 조선총독부 경무국을 찾아가 동아일보의 폐간조치를 철회해줄 것을 호소하였다. 1937년 6월 9일 동아일보 고문에 취임했다.
이후 이승만이 영향을 발휘하던 독립운동단체 흥업구락부에서도 가입하여 활동하였다. 1938년 5월 18일자 서대문경찰서장의 보고에 의하면 그는 흥업구락부의 동지회원의 한사람으로 보고되었다. 그는 흥업구락부와 관련되어 조사받거나 처벌받지는 않았다. 그러나 조선총독부 경무국의 요시찰 인물로 보고되어 감시, 사찰당하였다.
김활란이 미국에서 돌아온 후 1939년 12월 교수와 학부형 등 각 방면의 유지들이 모여 '이화전문학교후원회'를 결성하기로 하고 발기인 총회에서 선출된 창립총회 준비위원으로 유억겸, 신흥우, 송진우 등 3명이 선임되었다. 12월 18일 정동의 이화여전 강당에서 80여 명의 관계자들이 모인 가운데 후원회 창립총회가 개최되었다. 여기에서 12개조의 후원회 장정을 통과시키고 25명의 위원을 선출했다. 그도 이화여전 후원회 위원의 한사람으로 선출되었다.
1939년 12월 총독부는 시국에 부응하여 다음해 2월까지 동아일보를 자진 폐간할 것을 강요하였다. 1940년 7월 송진우는 일본 도쿄로 건너가 일본 정객들에게 동아일보 강제폐간의 부당성을 주장하고 돌아오던 중, 부산에서 피검당하였다.

#### 일제강점기 후반

##### 태평양 전쟁 전후

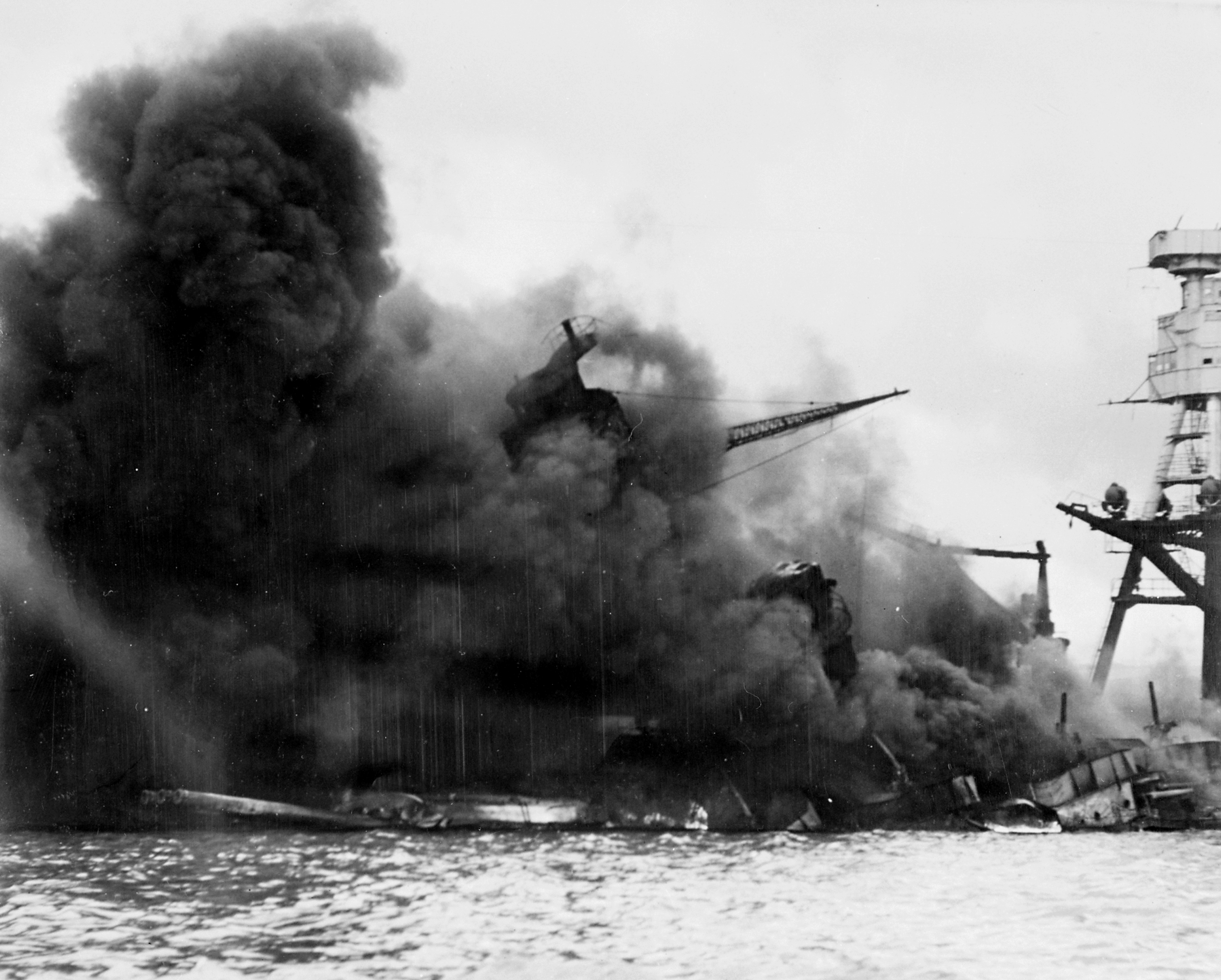
태평양 전쟁

1940년 8월 10일 조선총독부는 고하가 끝끝내 저항하자 발행인을 다른 사람으로 바꾸어 지령 6819호를 내려 동아일보를 강제 폐간했다. 8월 동아일보는 청산위원회를 열고 그를 주식회사 동아일보사 대표 청산위원에 선임했다. 1940년 8월 동아일보가 강제 폐간된 이후에도 송진우는 홍익범(洪翼範) 등 동아일보에서 함께 근무했던 사람들과 지속적으로 연락하고 찾아다니며 만났다. 9월 10일 동아일보 청산위원회 대표에 선임되었다. 동아일보 청산위원회의 대표에 선임된 그는 신문사의 주주들을 설득하여 주식을 회수하는 작업을 하였다.
몇 명의 청년들과 함께 조를 이루어 각지의 동아일보 주주를 찾아다니며 접촉하고 상의하였다. 그리고 채무의 정리와 채권의 회수에 착수하여 여러 시비와 말썽 끝에 청산사무를 종결하였다. 청산 사무가 끝나자 다시 주주들과 오래 근속한 사원, 지국장 등에게 성의를 표하였다. 청산 배당을 생각하지 않던 직원과 주주들은 청산 사례금에 탄복하였다.

##### 창씨개명 거절과 은거
1940년 조선총독부가 창씨 개명을 한국 사회에 강요했을 때, 송진우는 이를 한사코 거절하였는데, 총독부는 그가 창씨개명을 하지 않았다 하여 불이익을 주거나 처벌하지는 않았다.

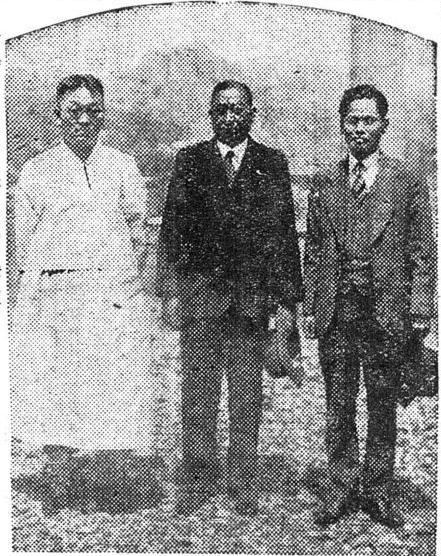
인도의 독립운동가 포스와 함께 (1934년 5월)

1940년 10월에 일제가 국민총력연맹이라는 국민동원조직을 발족시킨 뒤에는 여기에 협조하라는 압력이 가중되었다. 그래도 응하지 않자 이번에는 “사업 경영의 수완과 경험이 많으니 큰 국책회사의 사장이 되어 달라든가, 외곽단체의 책임자가 되어 달라는 등 갖은 유혹과 압력으로써 올가미를 씌우려고 온갖 방법을 다했다. 송진우는 협력 제안을 거절하지 않는 대신, 병으로 전신을 움직일 수 없다는 이유로 일제에 협력하기를 회피해 왔다.
1941년 12월 8일 태평양전쟁이 일어나서 총독부로부터 학도병 권유유세 등 대일협력을 강요받았으나 “《동아일보》는 내 입이요 내 귀며 호흡하는 코요 손과 발인데, 그 전부를 잘려버린 사람이 어떻게 행동할 수 있는가!” 하며 거부하고 병을 핑계로 드러누웠다.

##### 단파방송 밀청 사건
어느 날 홍익범은 송진우를 찾아와 그 동안 미국과 일본의 전쟁 전황을 외국인 선교사들 덕택에 알 수 있었는데, 그들이 감옥에 잡혀들어가거나 귀국하여 정세를 알 길이 없다며 도움을 청하였다. 송진우는 '어떻게 해서든지 현재의 정세를 알 수 있는 방법을 강구해 봤으면 좋겠다'고 답하였고 홍익범은 송남헌(宋南憲)을 찾아갔다. 교육자인 송남헌은 교편을 잡고 있으면서 홍익범의 아들을 가르친 적이 있어서 서로 가까이 지내고 있었다. 홍익범의 말을 들은 송남헌은 경성방송국 편성과 PD로 근무하고 있는 양제현을 떠올렸는데, 송남헌은 경성방송국의 어린이 방송프로와 가정물의 작가로 문학활동을 하고 있어 방송국에도 출입할 수 있었고 아동문학 동호인인 양제현과는 교분이 두터웠다.
송남헌의 제안에 양제현은 처음에는 거부하였으나 비밀리에 단파방송 내용을 알려주는 데는 동의했다. 송진우는 이들에게서 단파방송을 접했고, 그결과 송남헌과 홍익범을 통해 단파방송 내용이 송진우 외에도 김병로(金炳魯), 이인(李仁), 허헌(許憲) 등에게도 전달되었다. 1942년 여운형, 김성수 등과 '미국의 소리 단파방송'을 청취하기도 했다. 미국의 소리 한국어방송은 미일전쟁 발발 직후인 1942년 6월 13일 워싱턴DC에서 주미외교위원부 위원장 이승만에 의해 단파라디오로 송출되었다
이후 송진우는 안재홍, 여운형, 장택상과 함께 일본 제국의 패망을 주장하였다. 단파방송 내용이 세상에 나돌면서 이것을 퍼뜨리는데 주도한 송진우는 다시 일본 경찰에게 요주의 인물로 낙인찍힌다. 1942년 말부터 1943년 봄, '경성방송국의 단파방송 도청으로 유언비어가 유포되었다'는 이유로 조선총독부 경찰은 방송내용을 접하거나 관련된 인사들을 대대적으로 검거하였다. 이것이 경성방송국의 단파방송 도청사건이다. 1943년 1월 주식회사 동아일보사 청산위원회를 해체하고 주식회사 동본사가 설립되면서 그는 동본사 사장에 선출되었다. 그는 동본사 창립의 뜻을 밝히지 않고 다만 장개석이 중국 국민당 정부를 천도한 것에 빗대, 은유적으로 표현하였다. 동본사는 형식적으로는 부동산 임대차업과 부동산 관련 부대사업을 한다고 발표했다.

#### 일제 패망 직전

안재홍

조선총독부 경무국은 그가 음모를 꾸미는 것으로 의심하여, 그는 병을 핑계로 은신하면서 실제 환자처럼 행동하거나, 의도적으로 마작과 도박 등을 하면서 폐인 행세를 했다.
1944년 안재홍이 찾아와 운동을 일으키자고 권했을 때 그는 "긴박한 이 시국에서는 침묵밖에는...." 이라고 말하며 이불펴고 누워서 중병을 핑계로 두문불출하였다. 안재홍이 송진우에게 같이 운동하자고 했을 때 송진우는 이렇게 대답했다 한다.
"방금 미국은 전 세계를 영도하고 있다. 소련은 미국의 요청에 응하여 이미 코민테른의 해체조차 단행하였다. 소련은 미국에 잘 협력할 것이다. 한편 중경의 임시정부는 이미 연합 열강의 정식 승인을 얻었고, 그 배하(配下)에 10만의 독립군을 옹유하였으며, 미국으로부터 10억 불의 차관이 성립되어 이미 1억 불의 전도금을 받고 있는 터인즉, 일제가 붕괴되는 때에 10만 군을 거느리고 10억 불의 거금을 들고 조선에 돌아와 친일 거두 몇 무리만 처단하고, 그로써 행호시령하면 조선인은 원래 출입우세를 잘 하니까 만사는 큰 문제없이 해결될 것이다."
그는 임시정부의 세력을 과신하였다. 후에 서중석은 이를 놓고 '송진우는 안재홍이 한 말을 그대로 믿지는 않았겠지만, 좌우합작을 거부한 것은 바로 이 네 번째 점이 주요 요인으로 작용했을 것'이라고 추정하였다. 1944년 가을, 송진우는 설의식(薛義植) 등을 시켜서 카이로 선언의 내용을 비밀리에 알아보게 하였고, 1945년 5월경 장철수를 통하여 구미측 동향을 알아보았다. 미국이 일본을 공격할 것이며, 국제사회가 일본과 독일을 상대로 전쟁을 벌일 것을 예감한 그는 일체의 행동을 삼가고 칩거한다. 1945년초 그해 10월에 조선총독부에서 반체제인사들을 모아다가 경기도 외곽의 야산으로 끌고가 총살한다는 소문을 듣고 은신한다.
1945년 8월 8일, 마지막 조선 총독이었던 아베 노부유키의 밀사가 비밀리에 송진우를 찾아와 일본인들의 재산을 지켜주고 안전하게 탈출할 수 있도록 도움을 요청하였다.
밀사 : 전쟁은 현실적으로 끝났습니다. 송진우 씨.
송진우 : 네, 알고 있습니다.
밀사 : 아주 비극적인 상황입니다.
송진우 : 나는 그렇게 생각하지 않습니다.
밀사 : 아아, 그래요 나는 당신의 감정을 이해합니다. 우리 일본인들은 딱히 친절한 지배자는 아니였지요. 그러나 나를 믿으세요 송진우 씨, 아베 장군과 나는 아직 늦지 않았음을 깨닫습니다. 아마 너무 늦었나요? 그래서 내가 당신을 찾아온 것입니다. 누군가는 시간을 끌어야 합니다 송진우 씨, 아베 장군은 당신이 한국을 위해 시민 관리자가 되기를 원하십니다.
송진우 : 이미 너무 늦었습니다. 한국인들이 일본이 전쟁에서 졌다는 사실을 알게되는 그 순간, 혁명은 일어날 것이고 그들은 수천의 무죄한 일본 시민들을 죽일 것입니다. 모든 죄에는 대가가 따릅니다.
밀사 : 송진우 씨, 나는 당신이 어떤 감정인지 이해합니다. 우리는 당신과 당신 민족에게 가혹하게 대했습니다. 우리는 우리가 저지른 그 모든 행동에 대해 후회합니다.
송진우 : 그동안 죽임당한 자들이 그 소리를 듣고 기뻐하리라 확신합니다.
밀사 : 정말 진심으로 우리는 그 모든 것을 후회합니다.
송진우 : 나는 의심의 여지없이 그것을 믿습니다. 특히 지금 시점에서는.
밀사 : 당신은 반드시 관리자 자리를 맡아야 합니다.
송진우 : 왜 내가 그 제안을 받아야 하지요?
밀사 : 당신은 앞으로 무슨 일이 일어날지 정말 모릅니까? 피비린내 나는 폭동이 있을 것입니다. 만약 그것이 일어난다면, 정치적으로 무슨 일이 발생할지 그 누구도 단언하기 어려울 것입니다. 좌익들은 분명히 통제권을 가지려 올 것입니다. 볼셰비즘이 전복할 것입니다. 그러면 당신은 지금 우리의 총을 쥐지 않았던 것을 후회할 것입니다. 그리고 당신은 리더쉽의 고삐를 쥐지 않을 것에 대해 유감스럽게 여길 것입니다.
송진우 : 당신은 아베 장군에게 돌아가 내 칭찬을 전해주길 제안합니다.
밀사 : 당신은 우리의 제안을 받을 것입니다.
송진우 : 아니, 그럴 일 없소. 당신은 내게 일본인들을 안전하게 보호해주는 관리를 요청합니다. 그것은 나에게 모욕적입니다. 나는 내 인생 전체를 통틀어 우리의 자유를 갈망해왔으며 비밀리에 독립 운동을 하였고, 용감하게 당신들의 고문실에서 맞섰습니다. 지금 당신은 내가 당신들의 구원자가 되기를 원한다. 꺼져, 어리석은 작자들아!

조선총독부는 1945년 8월 15일, 여운형과 접촉하기 전 1945년 8월 11일에 경기도지사 이쿠다를 통하여 한인 지도자 중 한 명이었던 송진우를 접촉하여 '행정위원회'를 구성하여 줄 것을 요청했으나 송진우는 중경의 임시정부 봉대(奉戴)와 연합군의 승인을 이유로 대면서 그 요청을 거절하였다. 이에 대해 훗날 1957년 前 조선총독부 정무총감으로 지냈던 엔도 류사쿠는 8월 13일자 《국제타임즈》와의 인터뷰에서 '이 같은 주장은 사실무근'이라고 주장하였으나, 오히려 당시 송진우와 함께 국내에 거주하며 독립운동하던 지사나 동지들은 하나같이 일제가 패망이 가까워지자 지속적으로 여러번 밀사를 보내서 "우리가 통치권을 주는 대신 일본인들의 재산을 보호해주고 안전하게 빠져나게 해달라"라는 요청을 하기 위해 송진우를 찾아왔다 사실을 동일하게 증언한다.
즉, 일본은 비단 송진우 뿐 아니라 여운형이나 안재홍 등 기타 다른 지도급 한국인들에게 혹여 해방 후 폭동이 일어나거나 한인들이 자신들을 습격하고 재산을 빼앗을 것이 두려워 이러한 뒷공작을 펼쳤던 것이다. 단순히 소수의 몇몇 일본 고위 관계자들이 자신은 그런 밀사를 보낸 일이 없다고 또는 송진우에게 접촉한 바 없다고하여 다른 일본 지도자들까지 그런 일을 하지 않았다고 말하는건 그야말로 어불성설이며 이는 거짓일 가능성이 높다.
송진우는 이후 일제와 교섭하는 여운형에게 '어차피 연합군이 들어와서 일제를 무장해제 시키고 해외의 독립운동 지사들이 귀환하면 그 때 절차를 거쳐서 이양을 받아야지 왜 일본 앞잡이 노릇을 하냐'며 강력히 비판하였다. 또 그는 '내가 여러번 충고했지만 여운형은 일제와 밀약하여 인계받은 후, 조직을 이끌고 자신의 방식대로 일을 하려고 이미 작심했기에 그 누구의 말도 들으려하지 않는다'고 한탄하였다.
1945년 8월 14일에는 니시히로 다다오 조선총독부 경무국장의 초대로 총독부를 방문하여 일본의 패전 소식과 함께 이후의 조선 반도의 치안을 맡아달라는 요청을 받았으나 거절하였다. 이처럼 해방 직전까지 일제는 지속적으로 사람을 보내어 송진우를 비롯한 국내의 여러 한인 지도자들에게 여러차례 접촉하여 전후 재한 일본인들 처리 문제에 대한 안위를 보장받기 위해 애쓰고 있었다.
또 이 당시에 일제가 미군이 진주하기 전에 먼저 그들의 악행을 낱낱히 알고있는 한인 지도자들을 꼬드겨 모아놓고 집단으로 학살해놔야 나중에 해방이 되더라도 그들에 의한 후환이 없을 것이고, 또 일본인들을 향한 조선인들의 살인, 약탈 등으로부터 보호될 수 있다는 소문이 돌아 국내 지도자들 사이에선 일제의 교섭에 응하면 안된다는 여론이 지배적이었다. 그들이 자신들을 모아놓고 무슨 짓을 꾸미고 있을지 알 도리가 없었기 때문.

### 정치 활동

#### 해방 후 정치 활동
8월 15일 오전, 휘문여자중학교에서 여운형, 박헌영, 안재홍 등의 명의로 건국준비위원회가 선포되었다. 그는 초청을 받았으나 가지 않았다.
해방 당일 이여성이 송진우를 만나 여운형과 협력할 것을 권유했으나 거절하였고, 그 다음 여운형이 송진우 집을 직접 찾아가 함께 손잡고 일하자고 간청했으나 역시 거절당했다. 여운형은 송진우에게 "내가 착수하는 일에 잘못이 있다고 생각한다면 서로 의논해서 고쳐나가도록 하자"고 거듭 요청했으나 끝내 동의를 못 얻었다. 일부에서는 협력을 거부하는 송진우에게 여운형이 지나치게 그를 우대 평가한다고 불평을 토로하였다. 그 후 이인이 여·송의 제휴를 위해 노력했으나 송진우의 거절로 성사가 되지 않았다.
건준에 참여를 거부하고 그는 8월 16일 서상일, 김준연, 장택상 등과 함께 국민대회준비위원회(약칭 국준)를 선포한다. 부유하지는 않았으나 태생적으로 사회주의자들의 분파, 선동 등에 염증을 느낀 그는 지역 유지들과 유학파, 지식인들을 중심으로 임정 봉대 및 민주국가 건설을 역설한다.
당시 임시정부는 해방전후로 연합국으로부터 대표성을 인정받기위해 노력했지만 실패해왔다. “한국 독립운동 단체들이 분열돼있어 임정의 대표성을 인정할 수 없다.", " 한반도 국내세력과 연계가 없으므로 한국인을 대표할 수 없다."는 이유였다. 송진우는 법통(정통성)을 가진 임시정부지만 국외에서 활동했던만큼 '국민대회'를 통해 국민들의 인정을 받아야 한다고 생각했고, 동시에 당시 난립해있던 여러 정치단체들이 서로 사상이 다르겠지만 우선은 법통을 가진 임시정부를 중심으로 단결하여 국제사회에 독립국가로 승인받아 민족의 독립을 완성해야 한다는 입장이었다.

#### 한국민주당 수석총무, 임시정부 봉대 운동
1945년 9월 16일에 장덕수, 허정, 백남훈, 김병로, 김도연, 조병옥, 윤보선 등이 창당한 한국민주당에 의하여 송진우는 초대 수석 총무에 추대되었다. 한국민주당은 뒤에 민주 야당의 모태가 되었다. 한편 송진우는 국민대회준비위원회와 별도의 조직만 있으면 됐지 굳이 정당을 창당할 필요가 있는가 하며 의문을 제기하였다. 그러나 한민당 전당대회에서 수석총무로 추대되자 그는 한민당에 참여한다. 박헌영, 여운형 등을 중심으로 건국준비위원회가 조선인민공화국(朝鮮人民共和國)으로 개조되자 그는 이를 정부를 참칭하는 반역의 집단이라며, 대한민국 임시정부의 봉대론을 들어 인공 내각과 박헌영, 여운형을 강하게 비난하였다.
그는 한민당의 초대 수석총무에 추대되었을 때 거듭 사양하였다. 참가 초기에는 억지로 참여하는 듯한 태도를 보였으나, 좌익 세력이 조선인민공화국 내각을 수립한데다, 한민당의 수석총무로 추대된 뒤에는 전화 연락과 전보, 방문, 사람 파견 등을 통해 국내 우익 정당 사회단체의 통합 작업에 적극적으로 나섰다.
한민당 창당 이후에도 여운형은 직접 송진우를 찾아와 건국준비위원회에 참여해줄 것을 요청하였다. 그러나 송진우는 건준 참여를 한사코 거절하였다.
송진우가 여운형의 제의를 단호히 거절한 것에 대해 신도성은 그가 미군이 즉시 한반도에 들어와 일본군을 무장해제시키고, 중경 임시정부가 곧 환국하게 될 것을 예상하고 취한 행동으로 보았다. 오히려 송진우는 윤치영의 건의로 여운형과 안재홍을 한민당에 입당시키려고 시도했지만 실패하였다.
9월초 건준에서 탈퇴한 안재홍을 한민당에 입당시키려 하였지만 한민당 당내 인사들은 안재홍을 여운형, 박헌영의 동류로 몰며 강하게 반발했다. 당원들의 강한 반대에 부딪치자 그는 안재홍 영입을 포기했고, 안재홍은 9월 16일 독자적으로 조선국민당을 조직한다.

#### 미군정과의 의견 조율

만년의 송진우 (1945년 10월~12월 경으로 추정)

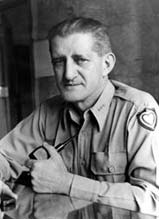
미군정청 사령장관 존 하지, 그는 군정청 최고지도자 존 하지와 친밀하였으나 이후 이승만과 김구는 하지와 수시로 마찰을 빚는다.

1945년 10월 20일에는 환국지사환영위원회의 조직을 주도했다. 이승만(李承晩)이 귀국하자 그는 윤치영과 여러 독지가들과 사재를 모아 돈암장을 빌려 그의 거처를 마련해주었고 11월 중순 이승만을 찾아가 국민총동원의 방법을 협의하였다. 10월 31일 미군정청 사령장관 존 하지와의 면담을 통해 중요한 토론을 하였다. 토론에서 하지는 송진우에게 조병옥을 국립경찰의 장으로 임명하는 것과 같은 건을 상의하여 중대한 결정에 있어서 송진우와 긴밀하게 협조하였다. 하지 중장은 또한 한국에 있어서의 미국의 행동을 설명하는 데 있어서 송진우를 전달수단으로 이용하였다.
송진우와 한민당은 그들의 선전도구들을 통하여 여러 개의 점령 정책을 전달하거나 윤색하였다. 11월 1일 송진우는 '하지가 그 전날 자신에게 말한 신탁통치에 관한 모든 얘기는 미 국무성 극동사무국의 책임자인 빈센트 한 사람의 의견이며 그가 한국 정치를 지배할 위치에 있지는 않다'고 말하였다.
한편 이승만은 비서 송필만(宋必滿)을 통해 국민대회준비회를 이승만 중심으로 바꾸어서 독립운동 추진 중심체로 개편함이 어떻느냐는 의사를 살핀다. 송진우는 즉각 찬성 의사를 표시하였다. 그러나 이 소식은 대한민국 임시정부측의 귀에 들어간다.
1945년 11월 3일 대한민국 임시정부 제1진이 환국하자 김성수, 허정, 장택상, 조병옥, 김준연과 함께 경교장을 찾았다. 그러나 경교장에 근무를 서던 광복군은 잠시 기다리라 해놓고는 청사로 들어가 6시간 뒤에 나타났다. 이 탓에 그는 눈밭에서 떨었다. 당시 임정을 찾았던 다른 한민당 인사들은 분노하였으나 이후에도 계속 송진우는 임정봉대론을 주장하며 임시정부와의 합작을 역설하였다.

#### 임시정부 환국, 봉대 운동

임정 요인 환국 사진

김구 일행이 서울에 입경한 그 다음날 아침 송진우는 낭산 김준연을 대동하고 백범의 숙소로 마련된 서울 서대문의 경교장(京橋莊)으로 예방해 불굴의 노애국자에 대한 경의를 표시했고, 같은 날 낮 이번에는 국민대표준비회의 대표 자격으로 장택상을 대동하고 예방해 후원회 기금을 전달했다. 얼마 뒤에 임정 요인들은 그 후원금 가운데 깨끗하지 못한 돈이 들어있다 하여 국민대표준비회 사무실로 들고와 처리 문제를 논란했다. 대화는 자연히 거칠어지면서 주먹과 흥분의 수라장이 벌어졌다. 조용히 듣고만 있던 고하는 참다못해 “정부가 받는 세금 속에는 양민의 돈도 들었고 죄인의 돈도 들어 있는 것이요. 이런 나라세우기의 큰일에 그런 사소한 것을 가지고 왈가왈부할 필요가 없을 줄 아오”라고 설득함으로써 겨우 수습하기도 했다.
11월 24일 송진우는 김준연과 함께 임정요인을 예방하였고, 11월 하순 애국지사후원회를 결성했다. 1945년 12월 중순, 임정 요인들을 서울 관수동의 국일관으로 초대하여 주연을 베풀었다. 사망 직전인 1945년 12월 1일에 동아일보 8대 사장에 취임하였다.
12월 2일 송진우는 환국지사후원회와 관련하여 국민대회 준비회 대표자격으로 장택상과 함께 임정요인들을 예방하면서 후원회 기금 900만원을 전달하였다.
1945년 12월 23일 오후 2시 송진우는 김구가 주관하는 순국선열추념대회에 참여하였다. 이어 순국선열추념대회의 위원으로 선출되었다.

#### 북한 소련군정의 압제에 대한 항의
1945년 12월 초순 송진우는 소련 영사관으로 영사 알렉산드르 폴랸스키를 방문하여 북한 지역에서의 소련군과 공산주의자들의 행동과, 북한지역 주민들을 탄압하는데 대해 항의를 하며 소련군 철수를 요구했다. 이에 대해 폴랸스키는 이런 의견을 자기 나라에 잘 전달하겠다고 정중하게 답했다고 한다.
당시 북한의 소련군정 및 공산주의자들의 인권 유린 문제와, 소련군 병사들의 부녀자 겁탈, 민간 재산 약탈 및 소련군의 산업 시설 소련 반출 문제 등이 심각했고, 남한에도 어느 정도 알려졌음에도 불구하고, 남한의 정치인으로 이에 대해 문제 제기를 하고 항의 의사를 공개적으로 표명한 경우는 거의 찾아볼 수 없다.

#### 신탁통치 반대 활동

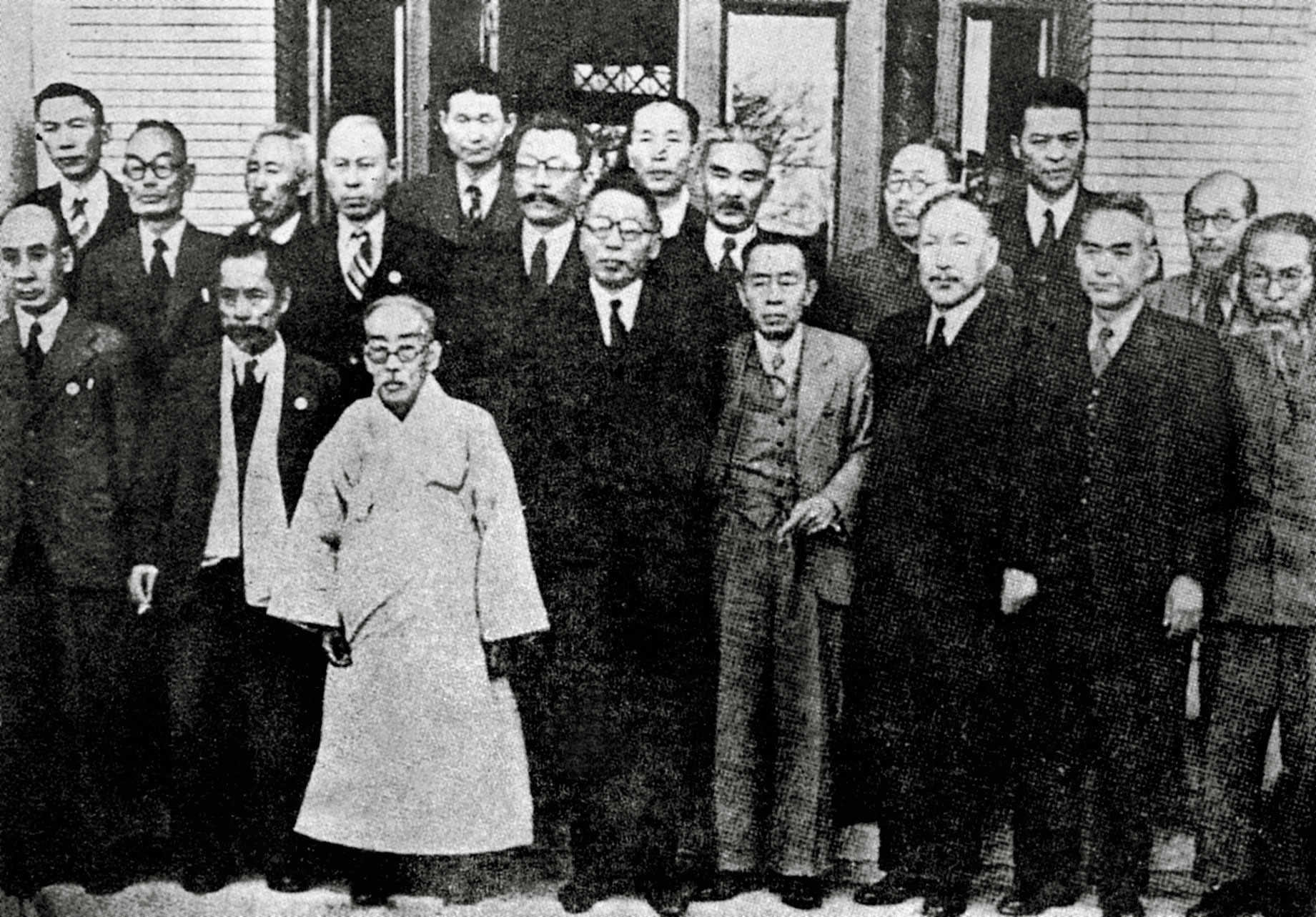
1945년 12월 3일. 임시정부요인 귀국기념 사진.

송진우는 적극적이지는 않았으나 신탁통치를 반대하는 입장이었다. 그가 훈정설, 미국 일국에 의한 신탁통치를 주장했다는 견해가 있으나 1945년 12월에는 신탁통치를 반대한 것으로 추정된다는 견해도 있다. 12월 28일 중앙청을 방문, 신탁통치문제로 아놀드(Arnold, A. V.)미군정장관과 회담을 통하여 반탁시위의 정당성을 강조하였다.
송진우가 암살당하기 며칠 전에 신변에 위협이 가해지기도 했다.
암살당하기 며칠 전 송진우 타도 등의 괴벽보가 붙기도 했다. 후일 우양 허정(許政)은 당시를 회고하기를 "우리는 그때 송진우 타도의 괴벽보가 나붙는 등, 그의 신변이 걱정스러울 때였으므로 변을 당하는 없느냐고 물었더니 관상가는 단호하게 말했다. '그럴 염려는 없습니다.'"라고 답하였다.
송진우 자신이 찬탁론자로 몰린 것을 한 동아일보기자가 전하자 그는 자신을 찬탁론자로 몰고가는 시중의 여론을 불쾌하다고 답변했다. 그러나 12월말 그는 주한 미군이 주둔해야 함을 역설하기도 한다.
| “ | 우리들은 미군이 적어도 2년 동안은 머물러 있기를 원한다. 만일 미군이 지금 떠나게 되면 공산주의자들이 권력을 잡게 될 염려가 있다. 왜 그러냐 하면 그들은 우리들보다 조직이 더 잘 되어 있기 때문이다. | ” |

해방 직후의 혼란한 현상이 수습되기 전에 미군이 빠져버린다면 한반도는 혼란의 도가니로 가거나, 공산주의 세력에 의해 통일이 될 것이라고 판단했다. 그는 미군정의 단계적 주한미군 철수 주장에 강력하게 반대한다.
12월 29일 송진우는 미군정청 사령관 존 하지의 면담요청을 받았다. 하지는 자문위원인 송진우를 불러 임시정부와 우익 진영에 대한 설득을 당부하였다. 미군정에서는 만약에 대비하여 경호원을 붙여줄 것을 제안하였으나 그는 거절하였다. 12월 29일 밤 각 정당과 사회단체 대표들이 김구의 숙소인 경성부 서대문구 경교장에 모였다.

### 신탁통치 찬반 토론과 암살

#### 중경 임시정부와의 갈등
1945년 12월 중순 송진우는 한민당 수석총무로서 임시정부 요인들에 대한 환국환영 준비회를 겸한 간담회를 서울 관수동 근처 국일관에서 열었다. 김구, 김규식, 이시영, 조소앙, 신익희, 조완구, 엄항섭 등을 비롯한 임정 요인이 전원 초대된 자리였다. 임정 내무부장 신익희가 '국내에 있던 사람들은 크거나 작거나 간에 모두 친일파'라고 했다. 지금까지 국내에서 친일을 하지 않고서는 어떻게 생명을 부지할 수 있었겠느냐고 말했다. 그러자 좌석은 싸움판으로 변하였다.
장덕수는 '해공! 도대체 무슨 소리를 그렇게 하는 거야? 아니 국내에 있던 사람은 다 친일파라니? 임정 요인들은 그런 색안경을 쓰고 우리 국민들을 보고 있었나? 내 참 기가 막혀서..... 차라리 그렇다면 해공, 난 어김없는 숙청감이군 그래'라며 거칠게 항의하였다. 이에 송진우는 신익희를 설득하였다.
| “ | 여보 해공! 표현이 좀 안됐는진 모르지만 국내에 발붙일 곳도 없이 된 임시정부를 누가 오게 하였기에 그런 큰 소리가 나오는 거요? 소위 인민공화국 작자들이 했을 것 같아? 천만에요. 해외에서 헛고생을 했군. 해방된 우리 국민들에게 임시정부를 떠받들도록 하는 것이 3.1 운동 이후 임시정부의 법통 때문이지 노형들 개인을 위해선 줄 알고 있소? 여봐요, 중국에서 궁할 때 뭣을 해먹고 살았는지 여기서 모르고 있었는 줄 알어? 국외에서는 배는 고팠을 테지만 마음의 고통은 국내사람들보다 오히려 적었을 거 아니야? 가만히들 있기나 해요. 하여간 환국했으면 모든 힘을 합쳐서 건국에 힘쓸 생각들이나 먼저 하도록 해요. 국내 숙청 문제 같은 것은 급할 것 없으니 임정 내부에서 이러한 말들은 삼가도록 하는 것이 현명할 거요! | ” |

송진우측은 정치적 헤게모니와 친일파 문제 등으로 중경 임시정부측과 갈등이 적지 않았고, 이러한 갈등은 송진우측의 중경임정측에 대한 과거의 이미지가 크게 바뀌었음을 말해주는 것이었다. 또한 반탁투쟁이 반 미군정 투쟁으로 되어서는 안 된다는 그의 미군정과 밀착된 그의 입장은 중경임정측의 즉각 정권인수 의지와 대립될 수 있었다.
송진우는 모측의 위협을 받았으며 미군정 CIC가 이를 경고를 하였다. 그리고 그의 보디가드들이 항상 경계태세에 있었다.

#### 경교장 토론

1945년 12월 피습 수일 전 회의를 마치고 한민당사를 나서는 송진우

강원용의 증언에 의하면 당시 회의에 정당 대표들, 좌익, 우익, 중간파 할 것 없이 다 모였고, 남로당(남조선노동당) 사람들까지 다 나왔다. 다들 아주 격해 있었다. 송진우도 경교장을 방문, 12월 29일 밤부터 12월 30일 새벽 김구를 만났다.
이때 석상에서 김구는 “우리가 왜 서양 사람 구두를 신느냐. 짚신을 신자. 양복도 벗어버리자”면서 흥분했다. 강원용에 의하면 당시 그 자리에 모인 사람들 대부분이 그런 입장이었다. 한다. 김구는 눈물을 흘리면서 목멘 소리로 "우리 민족은 다 죽는 한이 있더라도 신탁통치만은 받을 수 없으며 우리들은 피를 흘려서라도 자주 독립정부를 우리들 손으로 세워야 한다" 고 절규하였다. 김구는 신탁통치에 찬성하는 자는 매국노라고 규정하였다.
그런데 송진우만은 “침착하고 신중하게 대처하자”고 했다. 송진우는 미국을 적으로 돌리면 공산당이 어부지리를 얻는다는 생각에서 김구와 맞섰다. 송진우는 김구의 중경 임시정부의 통치권 주장을 미 군정에서 도저히 받아들이지 않을 것이라고 판단했던 것이다. 송진우의 항변에 좌중은 놀랐고, 송진우를 비난하는 발언들이 나왔다. 그러나 송진우는 자신이 반탁 입장임을 명시하고, 무력으로 미군정으로부터 정권을 접수하려 해서는 승리할 수 없다고 설득해 나갔다. 그러나 경교장의 분위기를 설득하는 데는 실패했다.
신탁통치를 반대하는 격렬한 논쟁이 있은 뒤, 대한민국임시정부가 주권을 행사하여(접수하고) 미군정에서 일하고 있는 모든 공무원들이 군정을 거부하고 임정의 명령을 따르도록 하는 한편 모두 출시해 반탁운동을 벌이자는 쪽으로 의견이 모아졌다. 이때 송진우는 냉정을 촉구하는 주장을 하였다. 강원용에 의하면 송진우는 모스크바 3상회의에서 결정된 신탁통치는 5년 이하이고 우리 힘으로 움직일수 없는 일이며 신탁기간은 5년이 될 수도 있고 3년이 될 수도 있는 문제이니 여유를 갖고 냉정하게 판단해 보자고 촉구하였다. 송진우는 김구의 중경 임시정부의 통치권 주장을 미 군정에서 도저히 받아들이지 않을 것이라고 판단했던 것이다.

#### 피살

1945년 12월 31일자 동아일보. 송진우 암살을 보도

암살되기 며칠 전부터 일부 테러 집단이 그를 암살할 것이라는 소문이 돌았다. 그러나 송진우는 자신이 하늘을 우러러 한 점 부끄러움이 없는데 무엇이 두려우냐며 피신 권고를 일축하였다. 조카 송영수는 정국이 흐려지고 이상한 소문이 돌 뿐 아니라 집 주위가 어수선해지자 문단속을 제의했는데 송진우는 응하지 않았다. 문을 안으로 걸까요?라는 송영수의 질문에 송진우는 문을 왜 거느냐? 그냥 내버려 둬. 라고 대답했다.
1945년 12월 30일 새벽 6시 15분에 자택에서 한현우(韓賢宇) 등의 저격을 받고 암살당했다. 그의 나이 향년 56세였다. 범인은 한현우, 유근배 등 6명이었고 탄환 13발 중 6발이 명중했다. 범인 중 한 사람인 한현우는 송진우가 미국의 후견을 지지한 것이 자신의 저격동기였고 배후는 없었으며 김구와 이승만이 자신들을 의거를 단행한 의사로 칭찬해 주었다고 주장했다.
송진우가 암살되는 시점에도 송영수 내외는 송진우의 원서동 댁 안채에서 자고 있다가 자객 침투 후 추격했다. 송영수와 하인들의 추격 끝에 한현우와 유근배를 생포했고 나머지 공범 4명도 검거하여 군정청 경찰서로 넘겼다. 암살조의 우두머리인 한현우는 '좌익에선 여운형, 우익에선 송진우가 나라를 망치려 해서 둘 다 죽이려고 했다.'고 암살 이유를 밝힌바 있다.
후에 송건호는 한현우가 국수적 민족주의 광신자 라고 평가했다. 그의 암살 직후 암살범들의 수사와 재판과정은 알려지지 않았으며, 그가 건국준비위원회와 조선인민공화국에 강하게 반대한 점과 박헌영 등을 비난한 것을 이유로 좌익 계열에서 암살했을 것이라는 소문이 유포되었다.

## 사후
- 송진우가 암살되자 그와 친분이 있던 김성수, 윤보선, 장택상, 장덕수가 바로 그의 시신이 안치된 병원에 들렀다가 그의 빈소로 이동했다. 곧이어 조병옥, 윤치영, 김준연, 이기붕 등이 도착했다. 장택상은 송진우의 빈소에서 엎드려 고하 형님의 원수를 갚겠다고 통곡하고 울부짖었다 한다.

- 1946년 1월 5일 서울 외부 경기도 양주군 구리면 망우리 공원묘지(서울 망우리 공원묘지)에 안장되었다가 정부 수립 후 1966년 11월 11일 서울특별시 영등포구 신정동 산43-2번지 지향산 기슭에 이장하였고, 다시 1967년 10월 20일 위당 정인보의 한문비석을 한글로 번역한 국문비석을 추가로 건립하여 제막했다.[35] 그 뒤 1988년 5월 3일.[35] 서울 동작동 국립묘지 애국지사묘역에 천묘이장되었으며[88]

- 대한민국 정부는 그의 공헌을 기려 1963년 건국훈장 독립장을 추서하였다.

- 1983년 9월 23일 서울 어린이대공원에 동상이 세워졌고, 1991년 5월 8일 전라남도 담양군 담양읍 만성리 167번지 관어공원내에 '고하송진우추모비'가 세워졌다. 관어공원의 추모비는 국가보훈처 지정 현충시설로 50-1-50호로 지정되었다.

- 1997년 12월 27일 대한민국 문화관광부로부터 이달의 문화인물(12월)에 지정되었다.[89] 2009년 담양현지의 생가가 복원되었고 2010년 생가 옆에 고하기념관이 건립되었다.

### 암살의 배후와 원인
송진우는 미국을 적으로 돌리면 공산당이 어부지리를 얻는다는 생각에서 김구와 맞섰다. 송진우의 이러한 주장이 신탁통치를 찬성하는 것이라고 착각한 김구의 추종자들은 1945년 12월 30일, 그를 자택에서 저격, 사살했다. 12월 29일 저녁 10시부터 경교장에서 열린 임시정부 요인과 우파 회의에서 신탁통치에 반대하되 그 방법은 직선적, 감정적이기보다는 신중하고도 합리적이어야 함을 역설했다. 그러나 12월 30일 새벽 6시, 그는 서울 원서동 자택에서 피습, 절명했다.
후일 강원룡의 증언에 의하면 "장택상이 술자리에서 미군정 인사에게 “송진우 암살사건 배후에 김구가 있었다” “경교장에서 모인 날 싸워서 그렇게 됐다”는 식으로 얘기했다는 겁니다"(로빈슨 저 ‘미국의 배반’ 참조).라고 회고했다. 그러나 장택상이 미군정 인사에게 김구 배후설을 제기하기 이전에 미군정 사령장관 존 하지는 송진우 암살의 배후를 김구로 봤다.

김구

한현우는 법정에서 진술하기를 “왜 송진우 선생을 죽였냐”고 물으니 “좌익에선 여운형, 우익에선 송진우가 나라를 망치려 해서 둘 다 죽이려고 했다.”고 밝히고 '둘 다 죽일 생각이었는데, 먼저 여운형을 죽이려고 따라다녔다.'한다. 그러다 한현우는 종로3가 파고다공원 근처에서 여운형이 걸어오는 걸 보고 죽이려 했는데, 그가 멀리서 자신을 알아보고 “아, 현우군! 오랜만일세” 하고 다가와서는 어깨를 탁탁 두드리니 차마 못 죽이겠더라는 것'이었다. 고 진술했다.
한현우 등이 재판시 진술에서 '송진우는 미국의 후견을 지지했다'는 주장은 12월 29일 밤 경교장 회의에서 송진우의 발언 내용을 의미하는 것이었다. 존 하지의 회고에 의하면 송진우는 12월 29일 존 하지의 요청을 받고 미군정청을 방문했다. 강준만은 송진우의 발언은 존 하지가 영향을 받았을 것이라고 보았다. 하지는 군정청 한국인 자문위원중의 한사람인 송진우를 불러 대한민국임시정부에 대한 설득을 당부했고, 존 하지는 송진우가 떠난 다음에 그의 친구들에게 자신이 이성적으로 행동할 준비가 되었다고 주장했으나 다음날 아침에 죽고 말았다고 증언하였다.
미 군정청 사령관 하지 중장은 송진우 암살범 한현우 등의 배후로 임시정부를 지목했다. 조병옥도 김구를 암살자로 지목하였다. 훗날, 국립경찰의 책임자였던 조병옥은 미국인들과의 술자리를 함께 하면서 술에 취해 말하기를, 송진우가 우파 내에서의 중도적인 입장을 견지하면서 영향력을 행사하는 것을 꺼려한 김구가 암살자를 고용하여 그를 죽였다는 사실을 자기는 알고 있다고 털어놓았다고 한다.
한현우는 후에 송진우가 미국의 후견을 지지한 것이 자신의 저격 동기였다고 말했다. 다른 증거는 한현우를 김구와 연결시켰고, 미국 시카고 대학 교수 브루스 커밍스는 한현우의 배후를 김구라고 보았다. 암살범 한현우는 일본으로 넘어가 그곳에서 자리 잡고 살았다.
당시 한국에 있던 미국의 라우터 백은 송진우가 훈정설을 지지했기 때문에 암살당한 것이라 봤다. '암살된 이유는 훈정을 지지하였기 때문인 것으로 알려져 있다.'는 것이다. 1945년 12월 말 서울에 도착하여 일주일간 체류한 미국의 한 기자는 '민주당 영수는 "우리들은 미군이 적어도 2년 동안은 머물러 있기를 원한다. 만일 미군이 지금 떠나게 되면 공산주의자들이 권력을 잡게 될 것이다. 왜 그러냐 하면 그들은 우리들보다 조직이 더 잘 되어 있기 때문이다."라고 답했다.'고 밝혔다.
송진우 씨의 암살은 미군정이 의심했던 사항이기는 하나, 1990년대 김구 암살이 재조명될 때 다른 점이 발견되었다. 송진우같은 경우는 대한민국임시정부 봉대론을 주장했고, 김구 후술하기를 "자신들에게 돈을 대주는 사람을 죽일리가 있냐"고 반문한 전례가 있었다. 송진우는 경교장에 정치자금 900만원을 전달한 점과 한국민주당과 임정을 합당시켜려고 했던 점을 필두로 본다면 김구의 배후설이 설득력이 떨어진다는 지적 또한 존재한다.

## 성격
고집이 세고 타협을 모르는 성품이었다. 그의 별명 중의 하나는 '고집쟁이였다. 그는 자신이 옳다고 판단을 내리면 쉽게 신념을 버리거나 타협하려 하지 않았다.
소년기의 고하는 사귀기 힘든 소년이었다. 고하는 내성적이어서 친구를 사귀려고 들지 않았다. 청년기에는 비분강개하는 우국지사였지만 파리강화회의의 좌절과 3·1 만세 운동 직후 한국인의 밀고로 체포된 일 등은 그를 냉소적으로 변하게 했다.

## 평가와 비판

### 평가
초기에는 국제주의적 이상주의자였으나 파리 강화 회의에서 한국 독립 문제가 상정되지도 않았고, 김규식을 비롯한 한국인 대표자들의 입장 조차 거부되었다는 소식을 접하고 그는 회의주의자가 되었고, 실력 양성론자로 변신했다.
송진우는 엘리트의식이 강하고 주장이 분명한 정치가였다. 그는 보수적이지만 부르주아민주주의 사상과 정치제제에 대해 분명한 신념을 갖고 있었고, 민족의식 고취를 통해 대중의 근대적 자각과 정치적 자각을 추구했다. 보수주의를 지향하면서도 정세변화에 민감한 현실주의자였다는 평가를 받는다. 한편으로 신중하면서도 한편으로는 적극적이었다.
그는 사회주의사상과 정치노선에 대해서는 '현재 조선발전단계상 맞지않다'하여 분명한 반대입장을 표명했다. 또한, 그는 노선과 입장을 같이하는 세력들간의 통합을 주장, 리더십을 발휘할 수 있는 정치적 중심세력 형성을 중요시했기 때문에 민족협동전선,민족연합에 소극적이었다.
맹목적인 반공주의자, 우파 민족주의자들과는 달리 우파의 정치적 헤게모니를 인정한다면, 공산주의세력까지 어느정도 포용한다는 정치력을 가지고 있었다.

### 비판
동아일보 사장으로 재직할 당시, '자치운동'을 지지했다는 점 때문에 '민족개량주의자'라는 비판적인 주장이 있다.
당시 이승만의 비서실장이자 정치인인 윤치영의 공보비서를 지낸 최기일은 그를 '음흉한 성격'의 소유자 라고 비판하였다. 그에 의하면 '1946년 어느날 송진우 씨가 인력거를 타고 와서 사람들이 드문 시간에 리 박사의 방으로 안내되는 것을 목격하였다. 여운형과는 달리 송진우는 대중 앞에 나타나는 일이 드물었고 그 대신 무대 뒤에서 조종하기를 더 좋아했다.', '그는 책사(策士)였고 음모자였다. 내가 생각할 때 송진우는 음흉한 성격의 소유자였다. 여운형과 송진우는 사이가 퍽 나빴다.'라는 것이다.

## 사상과 신념
리처드 로빈슨은 송진우를 중도파라고 하였다.

### 국제정세에 대한 관점
송진우 역시 미국 대통령 윌슨의 민족자결주의에 감격했고 국제사회의 도덕적 이상주의를 확신하던 독립운동가의 한사람이기도 했다. 1919년 1월에는 당시 유력 기독교 지도자인 윤치호를 찾아가 파리강화회의에 한민족 대표자로 참여해줄 것을 거듭 요청, 설득하려 했으나 실패하고 되돌아가기도 했다. 그러나 윤치호의 예견대로 파리강화회의의 실패 이후 미국과 국제사회에 대한 맹목적인 이상을 버렸다.
파리강화회의의 실패 이후 그는 도덕적 이상주의를 버리고 교육을 통한 인재 육성과 언론 활동을 통한 실력 양성으로 목적을 바꾸었다.

### 실력 양성론
3·1 운동과 파리 강화회의 참여가 무산된 뒤, 1920년 이후 실력의 양성만이 독립을 가져온다고 확신한 그는 조선인이 세우는 대학 설립운동인 민립대학기성회와 한반도에서 나는 물자와 제품을 활용하자는 물산장려운동에 적극 참여하였다. 또한 1927년부터 1931년까지 4년간 농촌의 문맹자들의 구제를 위한, 농촌 계몽운동인 브나로드 운동을 적극 지원하였다.

### 남녀 연애관
1920년대 초 신여성의 등장과 자유 연애론에 대한 사회적인 반발이 거셌다. 그러나 그는 남성과 여성의 자유 연애는 당연한 것이며 반대할 이유가 없다며 자유 연애론자들을 변호하였다.
그 뒤 1921년에 창간된 잡지 청년지에 자유 연애론에 대한 옹호를 간략하게 발표한다.

### 정치 및 경제 노선
강원택 서울대 정치외교학부 교수는 “고하는 공산주의를 분명히 거부하면서도 정치, 경제적으로 특정 계급이나 개인에 힘이 집중되는 것을 막아야 한다고 보고, 경제적으로 온건한 입장의 좌파들과도 공감대를 갖고 있었다”며 “그가 암살되지만 않았다면 이후 한국 정치에서 좌우 극단주의 세력이 득세하는 이념의 양극화를 막을 수 있었을 것”이라고 평가했다.
정치적으로는 민주주의정체(民主々義政體)를 수립해야 합니다. 독립한 국가가 될지라도 그 권력이 한 사람의 것이되고 일계급의 독재한 바가 된다면 무엇으로써 우리의 생명재산과 자유가 보장될수 있겠습니까. 이러한 국가나 사회에는 오직 마찰과 대립이 있을뿐이니 우리는 만인이 기구하는 민주적 정치체제를 확립하지 않으면 안될지니...(중략)
과거에 있어서는 자유에만 치중하고 균등에 있어서는 진실한 고려가 없었기 때문에 자본가가 이윤 추구에 방분한 나머지 경제적 균등의 기회는 파괴되고 따라서 근로 대중의 생활은 그 안정을 잃었던 것입니다. 그러므로 우리는 정치적 민주주의가 독재적 전횡을 타파하는데 있는 것 같이 경제적 민주주의는 독점의 자본을 제재하는데 있는 것이니 진정한 의미의 경제적 민주주의는 그 정책에 있어서 사회주의 계획 경제와 일치된 점을 발견치 못하리라고도 생각할 수 없습니다.
그러므로 대자본을 요하고 독점성을 띄운 중요 산업은 국영화 혹은 공영으로 해야만 할 것이오 또한 토지 정책에 있어서도 종래의 불합리한 착취 방법을 단연 배제하기 위하여 일본인 소유 토지의 몰수에 의한 농민에게 경작권 분여는 물론이거니와 조선인 소유 토지도 소유를 극도로 제한하는 동시에 매매 겸병을 금하여 경작권의 전국적 시설을 촉진하여 민중의 생활을 권보하지 않으면 아니될 줄 믿습니다.

ㅡ 1945년 12월 송진우의 연설, 동아일보.

## 연보
- 1890년 6월 11일 전남 담양군 고지면 손곡리(현 금성면 대곡리)에서 송훈과 남원양씨의 4남으로 출생, 아명은 옥윤, 애칭은 금가지
- 1893년 한학을 공부하기 시작, 후에 의병대장이 되는 기삼연의 문하에서 수학
- 1904년 전북 정읍군의 고흥 유씨 가문의 딸 유차(柳次)와 결혼, 1907년 득녀한 딸(장녀 송씨)이 1명 있었으나 1908년 홍역으로 인하여 요절.
- 1905년 장성 백양사(白羊寺)에서 김직부(金直夫)에게서 수학
- 1906년 담양 창평면의 창평 영학숙(신식 학숙 편입)에 들어가서 영어와 수학, 신학문 등을 수학. 이때 김성수를 만남
- 1907년 변산 내소사 청연암에 들어가 수학, 이때 김성수의 소개로 백관수 등을 만남
- 1907년 일본 제국 도쿄 유학을 결의하고 하산, 위계후(魏啓厚)를 찾아가 일본어를 배움
- 1908년 서구식으로 삭발하고 김성수와 함께 일본으로 건너감, 일본 제국 도쿄의 세이소쿠 영어학교에 입학
- 1910년 세이소쿠 영어학교 전문학사 졸업, 김성수와 함께 와세다 대학교 정치경제학과에 입학함
- 1910년 8월 29일 경술 강제 국치 병합 조약에 충격을 받고, 10월 와세다 대학교 정치경제학과 1학년 중퇴한 귀국.
- 1911년 다시 도일하여 메이지 대학교 법률학과 1학년으로 재입학, 유학생 친목회를 조직하고 총무에 취임, 유학생회 언론인 학지광의 편집인도 겸함
- 1915년 메이지 대학교 법률학과 학사 졸업
- 1916년 김성수 등과 함께 중앙학교 인수, 중앙학교 학감(교감)에 취임
- 1917년 단군, 세종대왕, 충무공 이순신의 사당 건립을 추진하는 모임인 삼성사건립기성회를 조직.
- 1918년 고흥 유씨(유차)와 이혼, 강릉 유씨(유보부)와 재혼.
- 1918년 중앙학교 교장이 됨
- 1918년 10월 김성수, 현상윤 등과 중앙학교 숙직실에서 만세운동을 획책하던 중, 11월에 상하이에서 잠시 다니러 온 장덕수를, 그리고 12월에는 미국에서 보낸 이승만의 밀사를 만나 국내외 정세를 논의, 대규모의 시위를 계획하고 학생조직을 시작
- 1919년 현상윤, 최린, 최남선 등과 함께 모여 민족대표 명의의 독립선언문 기본방침을 결정.
- 1919년 2월 최린 등을 통하여 천도교, 이승훈을 통하여 기독교 지도자들의 전국 궐기를 계획
- 1919년 2월 24일 기독교, 천도교 교단의 궐기준비 합동 모임에 참석
- 1919년 3월 상순, 중앙학교에서 3·1운동 관계 48인(또는 49인)의 민족대표에게 내란음모죄 및 내란죄를 적용, 체포됨.
- 1920년 3월 22일 경성복심법원에서 체포된 48인에 대한 적용법률을 검토한 결과 내란죄는 구성되지 않고 보안법 위반, 출판법 위반으로 소요죄를 구성한다 하여 경성지법으로 넘어갔다.
- 1920년 4월 1일 동아일보가 창간되었다. 그는 옥중에 있었으나 김성수는 그를 창립 발기인의 한사람으로 명단에 선임했다.
- 1920년 7월 12일 경성지방법원에서 48인에 대한 선고공판 시작, 그는 다시 경성복심법원으로 넘어가서 공판을 받았다.
- 1920년 8월 14일 어머니 남원 양씨 부인(양박모)이 병으로 인하여 사망
- 1920년 10월 30일 경성복심법원에서 무죄 판결을 받고 석방되어 출옥했다. 즉시 전남 담양으로 낙향하여 요양하였다.
- 1921년 봄 주식회사 동아일보사 창립을 위한 주주공모 및 창립총회를 목적으로 상경, 활동하기 시작
- 1921년 9월 14일 주식회사 동아일보 창립에 참석
- 1921년 9월 15일 동아일보사 제3대 사장에 취임
- 1922년 초 물산장려운동에 참여, 민립대학기성운동에 참여
- 1924년 4월 25일 동아일보사 사장 사임
- 1924년 10월 21일 동아일보 고문
- 1925년 4월 2일 동아일보 주필
- 1925년 6월~8월 제1회 범태평양회의 호놀룰루에 김활란, 서재필, 신흥우, 유억겸 등과 함께 참석
- 1925년 8월 하순 동아일보에 12회에 걸쳐 기획물 세계의 대세와 조선의 장래 연재
- 1926년 3월 7일 국제농민본부에서 '조선농민에게' 보낸 3.1 기념 축사 게제(3.5)로 동아일보 제2차 무기정간처분을 받고, 송진우와 김철중에게 각 징역 6월과 4월 선고하여 항소
- 1926년 6월 순종 황제 승하에 정인보와 함께 순종의 유칙을 위작하려다가 일제의 첩보망에 걸려서 실패함
- 1926년 11월 15일, 3월의 기념사 사건으로 각각 징역 6월형 확정
- 1927년 2월 1일, 구정(설)을 비롯하여 일본 제국 천황 히로히토 즉위 기념으로 인한 가석방.
- 1927년 10월 동아일보 제6대 사장으로 취임, 이 해 동아일보 함북지국장 회의에 참석 중, 신간회 내 공산주의계열의 조종으로 인하여 헐뜯기고, 집단폭행을 당함.
- 1928년 초 병원에 입원
- 1929년 일본 제국 교토에서 열린 제3차 범태평양회의에 김양수, 김활란, 백관수, 유억겸, 윤치호 등과 함께 참석하고 귀국
- 1931년 5월 이충무공 유적 보존 운동의 선봉에 나섬. 김성수, 조만식, 안재홍 등과 충무공 유적지 보존 홍보를 벌임
- 1931년 7월 하기 방학에 농촌 계몽, 야학 등 브나로드 운동을 일으킴.(동아 중심) 이후 4년간 지속, 후원함.
- 1931년 7월 만보산 사건이 일어나자 특파기자를 파견, 이 사건이 한중 이간책임을 사설로 논파하고 한, 중 민간의 보복중지를 호소하였다. 또한 희생된 중국인에 대한 위문금을 모금하여 6천원을 각금하여 서울 주재 중국 영사관에 보냈다. 후일 해방뒤 장개석으로부터 은패(銀牌)를 선물로 전달받다.
- 1931년 10월 동아일보사를 중심으로 행주의 권율 도원수 사당을 중수하였다.
- 1931년 11월 동아일보의 자매지 신동아지 창간.
- 1932년 1월 1일 사설 努力前進 更一步를 발표.
- 1932년 4월 이봉창, 윤봉길 의거 후, 조선총독부로부터 사전 연락 여부를 내사당함, 이후 감시의 대상이 됨.
- 1932년 7월 아산의 이충무공의 사당인 현충사 낙성과 영정(李象範 그림) 봉안을 완료
- 1933년 2월 동아일보 자매지 신가정 창간
- 1933년 4월 6년간의 준비 끝에 조선어학회안 신철자법의 신활자를 동아에서 사용하게 함
- 1934년 1월 강동 단군릉수축기금(동아 중심)의 선봉에 나섬
- 1934년 숭실전문학교의 교장 맥큔의 신사참배 거부를 옹호, 지지하는 사설을 발표, 신사불참배 사건을 옹호했다 하여 조선총독부 경무국으로 소환되었다.
- 1936년 8월 29일 고하의 지시를 받은 동아일보 기자 이길용의 베를린 마라톤 손기정 선수 사진의 일장기 말소 사건(8월 25일)으로 총독부 경무국에 소환 조사를 받음, 제4차 무기 정간. 이어 신동아, 신가정 폐간,
- 1936년 11월 11일 조선총독부의 압력으로 일장기 말소사건과 관련으로 동아일보 사장직을 사임
- 1937년 6월 2일 동아일보 속간
- 1937년 6월 9일 동아일보 고문 취임
- 1938년 2월 동아일보 제호의 무궁화 도안 삭제명령 통고를 받음
- 1940년 7월 일본 출국, 도쿄에서 일본 정객들에게 동아일보 강제폐간의 부당성을 역설
- 1940년 7월 비행기편으로 귀국 도중 피검, 구금당함
- 1940년 8월 동아일보 강제 폐간
- 1940년 8월 주식회사 동아일보사 대표청산위원에 선임
- 1943년 1월 주식회사 동아일보사 청산위원회 해체, 주식회사 동본사 설립됨, 동본사 사장에 취임.
- 1944년 강릉 유씨(유보부)와 이혼, 전처 고흥 유씨(유차)와 재결합.
- 1945년 8월 10일~15일 전후 4차에 걸쳐 이쿠다 경기도지사 방문, 정권인수를 제의했으나 거부[3]
- 1945년 9월 7일 국민대회준비회를 조직
- 1945년 9월 16일 한국민주당 결성, 수석총무에 추대
- 1945년 11월 하순 환국지사 후원회 결성
- 1945년 12월 1일 동아일보 복간, 제8대 사장 취임
- 1945년 12월 3일 윤치호 장례식에 참석
- 1945년 12월 초순 민족진영의 4당 통합 운동을 추진, 주선 노력
- 1945년 12월 초순 소련 영사 알렉산드르 폴랸스키를 방문하여 북한 지역에서의 소련군과 공산주의자들의 행동과, 주민 탄압에 대해 항의[62][63]
- 1945년 12월 28일 탁치문제로 아놀드 미 군정장관과 회담, 반탁시위의 정당성을 강조
- 1945년 12월 28일~29일 임정위원들과의 회의에서 반탁의 방법문제를 논의
- 1945년 12월 29일 존 하지 군정청 사령장관과 회담
- 1945년 12월 29일 자정 12시, 경교장 회의에 참석, 물리적 충돌은 피하고 감정적 대응을 자제할 것을 주장
- 1945년 12월 30일 오전 6시 15분 종로구 원서동 자택에서 한현우(韓賢宇), 유근배(劉根培) 등 6명의 저격을 받고 사망
- 1946년 1월 5일 서울 망우리에 안장

## 상훈
- 1963년 건국공로훈장 단장(후에 독립장으로 개정)

## 저서와 논문
- 저서, 《고하 송진우 전집(古下 宋鎭禹 全集) - 전 3권》 (김학준 엮음, 동아일보사, 1990)
- 논문, 《세계대세와 조선의 장래》 (世界大勢와 朝鮮의 將來) (1925)

## 기타

### 건준 불참
1945년 8월 10일, 조선총독부 이쿠다 경기도지사가 송진우를 찾아가 정권인수를 교섭하였으나, 그는 거절했다. 광복 직후, 여운형과 허헌은 사람을 보내 그에게 협조해줄 것을 권고하였으나 송진우는 거절하였고, 건국준비위원회에도 동참해줄 것을 권고하였으나 '임정봉대론'을 주장하며 거절하였다. 한편에서는 송진우가 건준에 참가했을 시, 건준의 진로는 크게 달랐을거라는 견해가 있다.
8월 16일 이후 고려민족당, 조선민족당 등의 정당 창당 때에도 상하이 임시정부가 있고 그 임시정부를 만드는 조직만 있으면 되지 굳이 정당이 필요하냐면서 정당 참가를 거부했다. 그러다 9월 6일 한민당이 창당 조직되고 수석총무로 추대되면서 취임하였다.

### 해외 독립운동가 지원
초대 부통령을 지낸 이시영이 중국에서 임시정부 활동을 할 때 둘째 아들이 결혼을 서울에서 해야했는데 당시 동아일보 사장이었던 송진우가 주례를 섰고 동아일보 측에서 결혼 비용을 대주었으며, 큰 아들은 한자를 잘해서 동아일보 교열부 기자로 취직시켜 주었다고 한다. 이시영의 조카인 이종찬 前국정원장은 당시 동아일보가 해외로 나간 독립운동가들의 개인사를 돕는 국내 거점 역할을 했다고 평가했다. 또한 김좌진 장군 휘하에서 항일무장투쟁을 했던 이강훈 前광복회장은 “인촌 김성수가 송진우 동아일보 사장을 통해 김좌진 장군에게 여러차례 군자금을 보내왔다."고 증언했다.

### 암살자 사위의 불이익
김영삼의 문민정부 시대에 내각 입각이 예정된 인사가 송진우를 암살한 암살범의 사위라는 이유로 낙마한 일이 있었다. 그는 전병민 청와대 정책수석 으로, 전 수석은 발탁 직후 장인이 고하 송진우선생의 암살범인 한현우라는 사실이 대한민국 언론에 보도돼 경질되고 말았다. 그러나 전병민의 경질을 놓고 연좌제의 부활이 아니냐는 주장이 나와 논란의 대상이 되었다.

### 추도사
"선생은 오직 조국광복과 민주건국 그 자체를 위하여 이 세상에 태어나셨던 분이었습니다. 절망과 무지와 빈곤 속에 헤매는 겨레의 품안으로 뛰어들어 일제의 압박에 항거하고 겨레의 자주독립을 위하여 선생이 이룩하신 온갖 업적은 애국정신과 불굴의 투지와 위대한 경륜이 없이는 불가능한 일이었습니다."
윤보선의 추도사
사망 직전 그는 한민당의 수석총무이면서 동시에 국민대회준비위원회의 위원장이었다. 그의 암살로 대한민국 임시정부를 정통 정부로 봉대하려던 국민대회준비위원회는 해산되었고, 한민당 계열의 임정에 대한 시각도 부정적으로 변하였고, 일부 한민당 인사는 노골적으로 임정을 증오하게 된다.

### 가족 관계
- 아버지 : 송훈(宋壎, 송순의 후손)
- 어머니 : 양박모(梁博母, 본관은 제주 양씨, ? ~ 1920년 8월 14일)
  - 형 : 송진표(宋鎭杓)
  - 누나 : 송씨, 전주 이씨 후예와 결혼
  - 형 : 송종(宋鍾) - 다른 이름으로, 아명(兒名)은 송진형(宋鎭瀅)
  - 형 : 송진동(宋鎭彤)
  - 여동생 : 송씨, 남양 홍씨 후예와 결혼
  - 여동생 : 송씨, 전주 이씨 후예와 결혼
  - 여동생 : 송씨, 울산 김씨 후예와 결혼
- 본인: 고하 송진우 - 아버지 송훈과 어머니 제주 양씨 부인(양박모)의 4남 4녀 중 4남(다섯째).
- 초배 부인 : 유차(柳次, 1888년-1987년) - 본관은 고흥 류씨 - 한때 1904년 첫 결혼 후 1918년 이혼하였다가, 1944년 재결합. - 2녀 둠. 이외 양자 1명.
  - 딸 : 송자규(宋子奎, 1907년~1908년) - 1907년 전라남도 담양군 출생, 병(홍역)으로 인하여 1908년 요절.
  - 사후 양자 겸 조카 : 송영수(1912년~1988년, 맏형 송진표(양자 송영수의 생부)의 셋째 아들, 숙부 송진우 선생 서거 후 미망인 숙모 유차 여사를 양모(養母)로서 양자로 입적됨.)
  - 사후 양자부 (조카며느리) : 김현수(1919년~2009년[110], 대한민국의 서예가 겸 미술가.)
    - 사후 양손자 (조카손자) : 송상현(1941년~) - 양조부는 고하 송진우이며 물론 친조부는 송진표(양조부 송진우의 큰형).

  - 딸 : 송자옥(宋子玉, 1914년~별세) - 고하(송진우)가 초배(고흥 유씨)와 함께 일본 유학하던 중이던 1914년 일본 도쿄 출생. 1915년 아버지 고하 송진우의 메이지 대학교 법률학과 학사 졸업과 함께, 일가족이 모두 경성부로 귀국. - 훗날 기혼 및 출가.
- 계배 부인 : 유보부(劉寶富, 1900년-1980년 1월 8일) - 본관은 강릉 유씨 - 한때 고흥 유씨 부인(유차)과 이혼 후 1918년 재혼하였다가, 1944년 강릉 유씨 부인(유보부)과도 두번째 이혼. - 1남 2녀 둠.
  - 딸 : 송자향(宋子香, 1923년~별세) - 1923년 경성부 출생. 훗날 기혼 및 출가.
  - 딸 : 송자영(宋子英, 1925년~1928년) - 1925년 경성부 출생. 병(홍역)으로 인하여 1928년 요절.
  - 아들 : 송정수(宋禎洙, 1932년-2016년) - 1932년 경성부 출생. 훗날 장성하여, 허순애 여사와 결혼.
  - 며느리 : 허순애(1948년- ) - 송정수(아들)의 배우자.
    - 손자 : 송상호(과학자) - 송정수와 허순애의 장남.
    - 손자 : 송상훈(사회복지사) - 송정수와 허순애의 차남.

### 참고 자료
- 고하 송진우 선생 기념관
- 송진우 : 독립유공자 공훈록 - 국가보훈처
- KBS 다큐멘터리극장 '정치 암살의 희생자들' 1부 고하 송진우, KBS 텔레비전 1994년 2월 6일 방송
- 김삼규, "해방 직후의 선택: 송진우의 죽음", [言論人 金三奎] (도쿄, 1989)
- 김준연, 〈고하 송진우 선생 2주기를 맞이하여〉 동아일보 1947년 12월 29일자
- 박지선, 〈송진우 선생과 15인회〉《신동아 1965년 3월호》 (동아일보사, 1965)
- 서범석(徐範錫), 〈나만이 아는 비밀: 고하 송진우씨의 두 가지 밀령", [진상], 1959. 9.
- 손세일, 〈송진우의 생애와 사상〉《인권과 민족주의》 (홍성사, 1980)
- 심지연, 〈송진우와 한민당〉《월간조선 1985년 8월호》 (조선일보사, 1985)
- 양재인, 〈해방정국에 있어서의 정치테러: 송진우, 장덕수, 김구 사건을 중심으로", 《한국정치학회보 제20집 제2호(1986년 12월호)》 (한국정치학회, 1986)
- 이경남, 〈민족의 횃불(17): 고하 송진우〉, 《월간 통일 1985년 7월호》
- 이상돈, 〈눈부신 정치공작, 쓰러진 거목: 송진우〉, 《신동아 1977년 8월호》 (동아일보사, 1977)
- 이환의, 〈사라진 정치지도자 군상: 송진우론 - 오늘의 시점에서 본 고하의 사상과 업적〉, 《정경연구 1965. 9.》
- 임병철, "인물소묘 송진우", 《신천지 1946년 2월호》
- 주요한, "만보산사건과 송사상과 그 사설", 한국신문연구소(편), 《언론비화 50편: 원로기자들의 직필 수기》 (한국신문연구소, 1978)
- 최승만, 〈고하 송진우〉, 《신문평론 1974년 11월호》
- 한현우, 재판자료 인용집 "나의 반탁투쟁기(2): 고하 송진우 피격사건 공판정", 《세대 1975년 11월호》
- 황석우, 〈나의 8인觀〉, 잡지 《삼천리 제4권 제4호 총25호(1932년 4월호)》

### 관련 서적
- 고하송진우선생전기편찬위원회, 《독립을 향한 집념:고하 송진우 전기》 (동아일보사, 1990)
- 고하송진우선생전기편찬위원회, 《거인의 숨결》 (동아일보사, 1990)
- 김학준 《고하 송진우 평전:민족민주주의 언론인․정치가의 생애》 (김학준, 동아일보사, 1990)
- 김인걸 등편, 《한국현대사 강의》 (돌베개, 2000)
- 강준만 《한국현대사산책:1940년대편 1》(강준만, 인물과 사상사, 2004)
- 강준만 《한국현대사산책:1940년대편 2》(강준만, 인물과 사상사, 2004)
- 강원용 《빈 들에서:나의 삶, 한국 현대사의 소용돌이 1-선구자의 땅에서 해방의 혼돈까지》(강원용, 열린문화, 1993)
- 브루스커밍스《한국전쟁의 기원》(브루스커밍스, 김자동 역, 일월서각, 1986)
- 중앙교우회(편), 《중앙 60년사》 (민중서관, 1969)
- 와세다대학한국유학생회(편), 《와세다의 한국인: 와세대대학 한국유학생 90년사》 (한국문학사, 1983)
- 전봉관, 《황금광시대》 (살림출판사, 2005)
- 권이혁, 온고지신 (신원문화사. 2007)

## 대중문화 속의 송진우
- 《제1공화국》(1981년, MBC) - 박근형

## 같이 보기
| - 민립대학기성회 - 브나로드 운동 - 국민대회준비위원회 - 송진우 피살 사건 - 한국민주당 - 동아일보 - 기삼연 - 김직부 - 여운형 - 안재홍 - 장덕수 - 김병로 - 백관수 - 백남훈 - 김성수 - 윤보선 - 윤치소 - 김준연 - 한현우 | - 메이지 대학 - 와세다 대학 - 물산장려운동 - 만보산 사건 - 신탁통치 - 탁치반대운동 - 이승만 - 김구 - 김규식 - 유억겸 - 윤치영 - 윤치호 - 장택상 - 장준하 - 박헌영 - 송상현 - 정인보 - 한지근 | - 건국준비위원회 - 원세훈 - 여운홍 - 김병로 - 윤보선 - 신익희 - 장면 - 조소앙 - 조만식 - 최기일 - 방응모 - 고재욱 - 허정 - 허헌 - 곽상훈 - 담양 송진우 고택 |

## 참고 문헌
- 강준만, 《한국현대사산책》〈1940년대편 1권〉(인물과사상사, 2004)
- 브루스 커밍스, 《일월총서 71 한국전쟁의 기원》 (브루스 커밍스, 김자동옮김, 최옥자펴냄, 일월서각, 2001년판)
- 한태수, 한국정당사(신태양사, 1965)
- 고하전기편찬위원회, 《고하송진우선생전》(고하선생전기편찬위원회, 동아일보출판국, 1964)
- 김학준, 《해방공간의 주역들》(동아일보사, 1996)
- 박태균, 《현대사를 베고 쓰러진 거인들》 (지성사, 1996)
- 홍우출판사, 정계야화 (전2권) (홍우출판사, 1966)
- 한국사학회, 한국현대인물론 1,2(을유문화사, 1987)
- 역사문제연구소, 《한국현대사의 라이벌》 (역사문제연구소 편, 역사비평사, 2006)
- 김학준, 고하 송진우 평전-민족 민주주의 언론인 정치가의 생애 (김학준, 동아일보사, 1990)
- 고하송진우선생전기편찬위원회, 《거인의 숨결》 (동아일보사, 1990)
- 고하송진우선생전기편찬위원회, 《독립을 향한 집념:고하 송진우 전기》(동아일보사, 1990)
- 김학준, 《송진우》 (김학준, 문화체육부, 1997)
- 한국정신문화연구원, 《한국현대사 인물연구 2》 (백산서당, 1999)
- 김교식, 한국의 인물:송진우 (계성출판사, 1984)
- 김교식, 한국의 인물:김성수 (계성출판사, 1984)
- 서울대학교 한국교육사고, 《한국정당사/사찰요람》 (서울대학교 한국교육사고, 1994)
- 와세다대학한국유학생회(편), 《와세다의 한국인: 와세대대학 한국유학생 90년사》 (한국문학사, 1983)
- 송건호, 《송건호 전집 7 - 한국민족주의의 탐구》 (송건호 저 한길사 2002)
- 강준만 《한국현대사산책:1940년대편 2》(강준만, 인물과 사상사, 2004)
- 나영균, 《일제시대 우리 가족은》 (황소자리, 2004)
- 김구, 《백범어록》 (도진순 엮고 보탬, 돌베게, 2007)
- 심지연, 한국민주당연구 (풀빛, 1982)
- 송남헌, 해방30년사 1(한국사료연구소, 1976)
- 중앙교우회(편), 《중앙 60년사》 (민중서관, 1969)
- 라우터 백, 《한국 미군정사》 (국제신문사 출판부, 1948)

## 참고 자료
- 송진우 : 독립유공자 공훈록 - 국가보훈처
- 고하 송진우 선생 기념 사이트
- 송진우:네이트 한국학
- 송진우:네이버
- [문체부] 12월의 문화인물에 고하 송진우 조선일보 1997년 11월 27일자
- 송진우:한국역대인물종합정보